# Liste der Stolpersteine in Flensburg
Die Liste der Stolpersteine in Flensburg gibt eine Übersicht über die vom Künstler Gunter Demnig initiierten Stolpersteine in der Stadt Flensburg, von denen seit 2004 insgesamt 63 verlegt worden sind (Stand 2025). Die meisten Stolpersteine liegen in der Flensburger Innenstadt, ein weiterer an der Stadtgrenze zu Flensburg in Harrislee. Im Mai 2025 kam erstmalig eine Stolperschwelle für elf meuternde Matrosen hinzu, die kurz vor der Kapitulation hingerichtet wurden.
Die 10 cm × 10 cm × 10 cm großen Betonquader mit Messingtafel sind in den Bürgersteig vor jenen Häusern eingelassen, in denen die Opfer einmal zu Hause waren. Die Inschrift der Tafel gibt Auskunft über ihren Namen, ihr Alter und ihr Schicksal. Die Stolpersteine sollen dem Vergessen der Opfer der nationalsozialistischen Gewaltherrschaft entgegenwirken.

## Liste der Stolpersteine
| Adresse                                            | Name                   | Inschrift | Verlege-datum | Bild | Anmerkungen |
| -------------------------------------------------- | ---------------------- | --- | ------------- | --- | --- |
| Fördestraße, Höhe Marine Sportschule               | Stolperschwelle        | Kriegsdienstverweigerung auf der U 612 Nach Teilkapitulation am 5. Mai 1945 Junge Matrosen setzen die Offiziere fest und wollen zurück Weiterfahrt durch deutsche Schnellboote verhindert festgenommen - zum Tode verurteilt - standrechtlich erschossen 5. Mai 1945 Leichen im Meer auf der Förde vor Alsen versenkt | 12. Mai 2025  | Stolperschwelle Flensburg Marine | Eine Stolperschwelle und elf Stolpersteine erinnern an elf Marinesoldaten, die Opfer der Militärjustiz kurz vor der Kapitulation am 5. Mai 1945 wurden. Die jungen Männer weigerten sich, weiteren Durchhalteparolen von Vorgesetzten zu folgen und mit ihrem Minensuchboot „M 612“ zu einer Evakuierungsmission erneut in See zu stechen. Das Minensuchboot steuerte am 3. Mai zunächst Sonderburg (Sønderborg) und am Tag darauf Fredericia an, um Treibstoff für eine Fahrt in Richtung Kurland aufzunehmen. Nachdem am Abend des 4. Mai Nachrichten über eine Teilkapitulation durchgesickert waren, entschieden sich Teile der Mannschaft, sich dem Kurland-Einsatz zu widersetzen. Als die „M 612“-Schiffsführung dennoch am 5. Mai um 8.30 Uhr, eine halbe Stunde nach Inkrafttreten der Teilkapitulation, den Einsatzbefehl gab, brachten Matrosen den Kommandanten und weitere Offiziere in ihre Gewalt, um das Einlaufen nach Flensburg zu erzwingen. Die Revolte war nur von kurzer Dauer. Die meuternden Matrosen wurden festgesetzt. In Eile wurde ein Standgericht zusammengestellt und auf die auf Reede vor Sonderburg liegende „M 612“ entsandt. Innerhalb weniger Stunden wurde das Urteil „im Namen des deutschen Volkes“ gefällt. Elf der aufständischen Matrosen wurden wegen „militärischen Aufruhrs“ zum Tode verurteilt. Am 12. Mai 2025 wurden die Stolperschwelle und die elf Stolpersteine vor der Marine Sportschule in der Fördestraße verlegt. |
| Fördestraße, Höhe Marine Sportschule               | Wilhelm Bretzke        | Wilhelm Bretzke Jg. 1922 | 12. Mai 2025  | Stolperstein Wilhelm Bretzke Flensburg | Eine Stolperschwelle und elf Stolpersteine erinnern an elf Marinesoldaten, die Opfer der Militärjustiz kurz vor der Kapitulation am 5. Mai 1945 wurden. Die jungen Männer weigerten sich, weiteren Durchhalteparolen von Vorgesetzten zu folgen und mit ihrem Minensuchboot „M 612“ zu einer Evakuierungsmission erneut in See zu stechen. Das Minensuchboot steuerte am 3. Mai zunächst Sonderburg (Sønderborg) und am Tag darauf Fredericia an, um Treibstoff für eine Fahrt in Richtung Kurland aufzunehmen. Nachdem am Abend des 4. Mai Nachrichten über eine Teilkapitulation durchgesickert waren, entschieden sich Teile der Mannschaft, sich dem Kurland-Einsatz zu widersetzen. Als die „M 612“-Schiffsführung dennoch am 5. Mai um 8.30 Uhr, eine halbe Stunde nach Inkrafttreten der Teilkapitulation, den Einsatzbefehl gab, brachten Matrosen den Kommandanten und weitere Offiziere in ihre Gewalt, um das Einlaufen nach Flensburg zu erzwingen. Die Revolte war nur von kurzer Dauer. Die meuternden Matrosen wurden festgesetzt. In Eile wurde ein Standgericht zusammengestellt und auf die auf Reede vor Sonderburg liegende „M 612“ entsandt. Innerhalb weniger Stunden wurde das Urteil „im Namen des deutschen Volkes“ gefällt. Elf der aufständischen Matrosen wurden wegen „militärischen Aufruhrs“ zum Tode verurteilt. Am 12. Mai 2025 wurden die Stolperschwelle und die elf Stolpersteine vor der Marine Sportschule in der Fördestraße verlegt. |
| Fördestraße, Höhe Marine Sportschule               | Heinrich Glasmacher    | Heinrich Glasmacher Jg. 1924 | 12. Mai 2025  | Heinrich Glasmacher Stolperstein Flensburg | Eine Stolperschwelle und elf Stolpersteine erinnern an elf Marinesoldaten, die Opfer der Militärjustiz kurz vor der Kapitulation am 5. Mai 1945 wurden. Die jungen Männer weigerten sich, weiteren Durchhalteparolen von Vorgesetzten zu folgen und mit ihrem Minensuchboot „M 612“ zu einer Evakuierungsmission erneut in See zu stechen. Das Minensuchboot steuerte am 3. Mai zunächst Sonderburg (Sønderborg) und am Tag darauf Fredericia an, um Treibstoff für eine Fahrt in Richtung Kurland aufzunehmen. Nachdem am Abend des 4. Mai Nachrichten über eine Teilkapitulation durchgesickert waren, entschieden sich Teile der Mannschaft, sich dem Kurland-Einsatz zu widersetzen. Als die „M 612“-Schiffsführung dennoch am 5. Mai um 8.30 Uhr, eine halbe Stunde nach Inkrafttreten der Teilkapitulation, den Einsatzbefehl gab, brachten Matrosen den Kommandanten und weitere Offiziere in ihre Gewalt, um das Einlaufen nach Flensburg zu erzwingen. Die Revolte war nur von kurzer Dauer. Die meuternden Matrosen wurden festgesetzt. In Eile wurde ein Standgericht zusammengestellt und auf die auf Reede vor Sonderburg liegende „M 612“ entsandt. Innerhalb weniger Stunden wurde das Urteil „im Namen des deutschen Volkes“ gefällt. Elf der aufständischen Matrosen wurden wegen „militärischen Aufruhrs“ zum Tode verurteilt. Am 12. Mai 2025 wurden die Stolperschwelle und die elf Stolpersteine vor der Marine Sportschule in der Fördestraße verlegt. |
| Fördestraße, Höhe Marine Sportschule               | Reinhold Kolenda       | Reinhold Kolenda Jg. 1924 | 12. Mai 2025  | Reinhold Kolenda Stolperstein Flensburg | Eine Stolperschwelle und elf Stolpersteine erinnern an elf Marinesoldaten, die Opfer der Militärjustiz kurz vor der Kapitulation am 5. Mai 1945 wurden. Die jungen Männer weigerten sich, weiteren Durchhalteparolen von Vorgesetzten zu folgen und mit ihrem Minensuchboot „M 612“ zu einer Evakuierungsmission erneut in See zu stechen. Das Minensuchboot steuerte am 3. Mai zunächst Sonderburg (Sønderborg) und am Tag darauf Fredericia an, um Treibstoff für eine Fahrt in Richtung Kurland aufzunehmen. Nachdem am Abend des 4. Mai Nachrichten über eine Teilkapitulation durchgesickert waren, entschieden sich Teile der Mannschaft, sich dem Kurland-Einsatz zu widersetzen. Als die „M 612“-Schiffsführung dennoch am 5. Mai um 8.30 Uhr, eine halbe Stunde nach Inkrafttreten der Teilkapitulation, den Einsatzbefehl gab, brachten Matrosen den Kommandanten und weitere Offiziere in ihre Gewalt, um das Einlaufen nach Flensburg zu erzwingen. Die Revolte war nur von kurzer Dauer. Die meuternden Matrosen wurden festgesetzt. In Eile wurde ein Standgericht zusammengestellt und auf die auf Reede vor Sonderburg liegende „M 612“ entsandt. Innerhalb weniger Stunden wurde das Urteil „im Namen des deutschen Volkes“ gefällt. Elf der aufständischen Matrosen wurden wegen „militärischen Aufruhrs“ zum Tode verurteilt. Am 12. Mai 2025 wurden die Stolperschwelle und die elf Stolpersteine vor der Marine Sportschule in der Fördestraße verlegt. |
| Fördestraße, Höhe Marine Sportschule               | Gustav Kölle           | Gustav Kölle Jg. 1923 | 12. Mai 2025  | Gustav Kölle Stolperstein Flensburg | Eine Stolperschwelle und elf Stolpersteine erinnern an elf Marinesoldaten, die Opfer der Militärjustiz kurz vor der Kapitulation am 5. Mai 1945 wurden. Die jungen Männer weigerten sich, weiteren Durchhalteparolen von Vorgesetzten zu folgen und mit ihrem Minensuchboot „M 612“ zu einer Evakuierungsmission erneut in See zu stechen. Das Minensuchboot steuerte am 3. Mai zunächst Sonderburg (Sønderborg) und am Tag darauf Fredericia an, um Treibstoff für eine Fahrt in Richtung Kurland aufzunehmen. Nachdem am Abend des 4. Mai Nachrichten über eine Teilkapitulation durchgesickert waren, entschieden sich Teile der Mannschaft, sich dem Kurland-Einsatz zu widersetzen. Als die „M 612“-Schiffsführung dennoch am 5. Mai um 8.30 Uhr, eine halbe Stunde nach Inkrafttreten der Teilkapitulation, den Einsatzbefehl gab, brachten Matrosen den Kommandanten und weitere Offiziere in ihre Gewalt, um das Einlaufen nach Flensburg zu erzwingen. Die Revolte war nur von kurzer Dauer. Die meuternden Matrosen wurden festgesetzt. In Eile wurde ein Standgericht zusammengestellt und auf die auf Reede vor Sonderburg liegende „M 612“ entsandt. Innerhalb weniger Stunden wurde das Urteil „im Namen des deutschen Volkes“ gefällt. Elf der aufständischen Matrosen wurden wegen „militärischen Aufruhrs“ zum Tode verurteilt. Am 12. Mai 2025 wurden die Stolperschwelle und die elf Stolpersteine vor der Marine Sportschule in der Fördestraße verlegt. |
| Fördestraße, Höhe Marine Sportschule               | Helmut Nuckelt         | Helmut Nuckelt Jg. 1921 | 12. Mai 2025  | Helmut Nuckelt Stolperstein Flensburg | Eine Stolperschwelle und elf Stolpersteine erinnern an elf Marinesoldaten, die Opfer der Militärjustiz kurz vor der Kapitulation am 5. Mai 1945 wurden. Die jungen Männer weigerten sich, weiteren Durchhalteparolen von Vorgesetzten zu folgen und mit ihrem Minensuchboot „M 612“ zu einer Evakuierungsmission erneut in See zu stechen. Das Minensuchboot steuerte am 3. Mai zunächst Sonderburg (Sønderborg) und am Tag darauf Fredericia an, um Treibstoff für eine Fahrt in Richtung Kurland aufzunehmen. Nachdem am Abend des 4. Mai Nachrichten über eine Teilkapitulation durchgesickert waren, entschieden sich Teile der Mannschaft, sich dem Kurland-Einsatz zu widersetzen. Als die „M 612“-Schiffsführung dennoch am 5. Mai um 8.30 Uhr, eine halbe Stunde nach Inkrafttreten der Teilkapitulation, den Einsatzbefehl gab, brachten Matrosen den Kommandanten und weitere Offiziere in ihre Gewalt, um das Einlaufen nach Flensburg zu erzwingen. Die Revolte war nur von kurzer Dauer. Die meuternden Matrosen wurden festgesetzt. In Eile wurde ein Standgericht zusammengestellt und auf die auf Reede vor Sonderburg liegende „M 612“ entsandt. Innerhalb weniger Stunden wurde das Urteil „im Namen des deutschen Volkes“ gefällt. Elf der aufständischen Matrosen wurden wegen „militärischen Aufruhrs“ zum Tode verurteilt. Am 12. Mai 2025 wurden die Stolperschwelle und die elf Stolpersteine vor der Marine Sportschule in der Fördestraße verlegt. |
| Fördestraße, Höhe Marine Sportschule               | Rolf Peters            | Rolf Peters Jg. 1924 | 12. Mai 2025  | Rolf Peters Stolperstein Flensburg | Eine Stolperschwelle und elf Stolpersteine erinnern an elf Marinesoldaten, die Opfer der Militärjustiz kurz vor der Kapitulation am 5. Mai 1945 wurden. Die jungen Männer weigerten sich, weiteren Durchhalteparolen von Vorgesetzten zu folgen und mit ihrem Minensuchboot „M 612“ zu einer Evakuierungsmission erneut in See zu stechen. Das Minensuchboot steuerte am 3. Mai zunächst Sonderburg (Sønderborg) und am Tag darauf Fredericia an, um Treibstoff für eine Fahrt in Richtung Kurland aufzunehmen. Nachdem am Abend des 4. Mai Nachrichten über eine Teilkapitulation durchgesickert waren, entschieden sich Teile der Mannschaft, sich dem Kurland-Einsatz zu widersetzen. Als die „M 612“-Schiffsführung dennoch am 5. Mai um 8.30 Uhr, eine halbe Stunde nach Inkrafttreten der Teilkapitulation, den Einsatzbefehl gab, brachten Matrosen den Kommandanten und weitere Offiziere in ihre Gewalt, um das Einlaufen nach Flensburg zu erzwingen. Die Revolte war nur von kurzer Dauer. Die meuternden Matrosen wurden festgesetzt. In Eile wurde ein Standgericht zusammengestellt und auf die auf Reede vor Sonderburg liegende „M 612“ entsandt. Innerhalb weniger Stunden wurde das Urteil „im Namen des deutschen Volkes“ gefällt. Elf der aufständischen Matrosen wurden wegen „militärischen Aufruhrs“ zum Tode verurteilt. Am 12. Mai 2025 wurden die Stolperschwelle und die elf Stolpersteine vor der Marine Sportschule in der Fördestraße verlegt. |
| Fördestraße, Höhe Marine Sportschule               | Gerhard Prenzler       | Gerhard Prenzler Jg. 1924 | 12. Mai 2025  | Gerhard Prenzler Stolperstein Flensburg | Eine Stolperschwelle und elf Stolpersteine erinnern an elf Marinesoldaten, die Opfer der Militärjustiz kurz vor der Kapitulation am 5. Mai 1945 wurden. Die jungen Männer weigerten sich, weiteren Durchhalteparolen von Vorgesetzten zu folgen und mit ihrem Minensuchboot „M 612“ zu einer Evakuierungsmission erneut in See zu stechen. Das Minensuchboot steuerte am 3. Mai zunächst Sonderburg (Sønderborg) und am Tag darauf Fredericia an, um Treibstoff für eine Fahrt in Richtung Kurland aufzunehmen. Nachdem am Abend des 4. Mai Nachrichten über eine Teilkapitulation durchgesickert waren, entschieden sich Teile der Mannschaft, sich dem Kurland-Einsatz zu widersetzen. Als die „M 612“-Schiffsführung dennoch am 5. Mai um 8.30 Uhr, eine halbe Stunde nach Inkrafttreten der Teilkapitulation, den Einsatzbefehl gab, brachten Matrosen den Kommandanten und weitere Offiziere in ihre Gewalt, um das Einlaufen nach Flensburg zu erzwingen. Die Revolte war nur von kurzer Dauer. Die meuternden Matrosen wurden festgesetzt. In Eile wurde ein Standgericht zusammengestellt und auf die auf Reede vor Sonderburg liegende „M 612“ entsandt. Innerhalb weniger Stunden wurde das Urteil „im Namen des deutschen Volkes“ gefällt. Elf der aufständischen Matrosen wurden wegen „militärischen Aufruhrs“ zum Tode verurteilt. Am 12. Mai 2025 wurden die Stolperschwelle und die elf Stolpersteine vor der Marine Sportschule in der Fördestraße verlegt. |
| Fördestraße, Höhe Marine Sportschule               | Gustav Ritz            | Gustav Ritz Jg. 1922 | 12. Mai 2025  | Gustav Ritz Stolperstein Flensburg | Eine Stolperschwelle und elf Stolpersteine erinnern an elf Marinesoldaten, die Opfer der Militärjustiz kurz vor der Kapitulation am 5. Mai 1945 wurden. Die jungen Männer weigerten sich, weiteren Durchhalteparolen von Vorgesetzten zu folgen und mit ihrem Minensuchboot „M 612“ zu einer Evakuierungsmission erneut in See zu stechen. Das Minensuchboot steuerte am 3. Mai zunächst Sonderburg (Sønderborg) und am Tag darauf Fredericia an, um Treibstoff für eine Fahrt in Richtung Kurland aufzunehmen. Nachdem am Abend des 4. Mai Nachrichten über eine Teilkapitulation durchgesickert waren, entschieden sich Teile der Mannschaft, sich dem Kurland-Einsatz zu widersetzen. Als die „M 612“-Schiffsführung dennoch am 5. Mai um 8.30 Uhr, eine halbe Stunde nach Inkrafttreten der Teilkapitulation, den Einsatzbefehl gab, brachten Matrosen den Kommandanten und weitere Offiziere in ihre Gewalt, um das Einlaufen nach Flensburg zu erzwingen. Die Revolte war nur von kurzer Dauer. Die meuternden Matrosen wurden festgesetzt. In Eile wurde ein Standgericht zusammengestellt und auf die auf Reede vor Sonderburg liegende „M 612“ entsandt. Innerhalb weniger Stunden wurde das Urteil „im Namen des deutschen Volkes“ gefällt. Elf der aufständischen Matrosen wurden wegen „militärischen Aufruhrs“ zum Tode verurteilt. Am 12. Mai 2025 wurden die Stolperschwelle und die elf Stolpersteine vor der Marine Sportschule in der Fördestraße verlegt. |
| Fördestraße, Höhe Marine Sportschule               | Anton Roth             | Anton Roth Jg. 1924 | 12. Mai 2025  | Anton Roth Stolperstein Flensburg | Eine Stolperschwelle und elf Stolpersteine erinnern an elf Marinesoldaten, die Opfer der Militärjustiz kurz vor der Kapitulation am 5. Mai 1945 wurden. Die jungen Männer weigerten sich, weiteren Durchhalteparolen von Vorgesetzten zu folgen und mit ihrem Minensuchboot „M 612“ zu einer Evakuierungsmission erneut in See zu stechen. Das Minensuchboot steuerte am 3. Mai zunächst Sonderburg (Sønderborg) und am Tag darauf Fredericia an, um Treibstoff für eine Fahrt in Richtung Kurland aufzunehmen. Nachdem am Abend des 4. Mai Nachrichten über eine Teilkapitulation durchgesickert waren, entschieden sich Teile der Mannschaft, sich dem Kurland-Einsatz zu widersetzen. Als die „M 612“-Schiffsführung dennoch am 5. Mai um 8.30 Uhr, eine halbe Stunde nach Inkrafttreten der Teilkapitulation, den Einsatzbefehl gab, brachten Matrosen den Kommandanten und weitere Offiziere in ihre Gewalt, um das Einlaufen nach Flensburg zu erzwingen. Die Revolte war nur von kurzer Dauer. Die meuternden Matrosen wurden festgesetzt. In Eile wurde ein Standgericht zusammengestellt und auf die auf Reede vor Sonderburg liegende „M 612“ entsandt. Innerhalb weniger Stunden wurde das Urteil „im Namen des deutschen Volkes“ gefällt. Elf der aufständischen Matrosen wurden wegen „militärischen Aufruhrs“ zum Tode verurteilt. Am 12. Mai 2025 wurden die Stolperschwelle und die elf Stolpersteine vor der Marine Sportschule in der Fördestraße verlegt. |
| Fördestraße, Höhe Marine Sportschule               | Bruno Rust             | Bruno Rust Jg. 1923 | 12. Mai 2025  | Bruno Rust Stolperstein Flensburg | Eine Stolperschwelle und elf Stolpersteine erinnern an elf Marinesoldaten, die Opfer der Militärjustiz kurz vor der Kapitulation am 5. Mai 1945 wurden. Die jungen Männer weigerten sich, weiteren Durchhalteparolen von Vorgesetzten zu folgen und mit ihrem Minensuchboot „M 612“ zu einer Evakuierungsmission erneut in See zu stechen. Das Minensuchboot steuerte am 3. Mai zunächst Sonderburg (Sønderborg) und am Tag darauf Fredericia an, um Treibstoff für eine Fahrt in Richtung Kurland aufzunehmen. Nachdem am Abend des 4. Mai Nachrichten über eine Teilkapitulation durchgesickert waren, entschieden sich Teile der Mannschaft, sich dem Kurland-Einsatz zu widersetzen. Als die „M 612“-Schiffsführung dennoch am 5. Mai um 8.30 Uhr, eine halbe Stunde nach Inkrafttreten der Teilkapitulation, den Einsatzbefehl gab, brachten Matrosen den Kommandanten und weitere Offiziere in ihre Gewalt, um das Einlaufen nach Flensburg zu erzwingen. Die Revolte war nur von kurzer Dauer. Die meuternden Matrosen wurden festgesetzt. In Eile wurde ein Standgericht zusammengestellt und auf die auf Reede vor Sonderburg liegende „M 612“ entsandt. Innerhalb weniger Stunden wurde das Urteil „im Namen des deutschen Volkes“ gefällt. Elf der aufständischen Matrosen wurden wegen „militärischen Aufruhrs“ zum Tode verurteilt. Am 12. Mai 2025 wurden die Stolperschwelle und die elf Stolpersteine vor der Marine Sportschule in der Fördestraße verlegt. |
| Fördestraße, Höhe Marine Sportschule               | Heinz Wilkowski        | Heinz Wilkowski Jg. 1923 | 12. Mai 2025  | Heinz Wilkowski Stolperstein | Eine Stolperschwelle und elf Stolpersteine erinnern an elf Marinesoldaten, die Opfer der Militärjustiz kurz vor der Kapitulation am 5. Mai 1945 wurden. Die jungen Männer weigerten sich, weiteren Durchhalteparolen von Vorgesetzten zu folgen und mit ihrem Minensuchboot „M 612“ zu einer Evakuierungsmission erneut in See zu stechen. Das Minensuchboot steuerte am 3. Mai zunächst Sonderburg (Sønderborg) und am Tag darauf Fredericia an, um Treibstoff für eine Fahrt in Richtung Kurland aufzunehmen. Nachdem am Abend des 4. Mai Nachrichten über eine Teilkapitulation durchgesickert waren, entschieden sich Teile der Mannschaft, sich dem Kurland-Einsatz zu widersetzen. Als die „M 612“-Schiffsführung dennoch am 5. Mai um 8.30 Uhr, eine halbe Stunde nach Inkrafttreten der Teilkapitulation, den Einsatzbefehl gab, brachten Matrosen den Kommandanten und weitere Offiziere in ihre Gewalt, um das Einlaufen nach Flensburg zu erzwingen. Die Revolte war nur von kurzer Dauer. Die meuternden Matrosen wurden festgesetzt. In Eile wurde ein Standgericht zusammengestellt und auf die auf Reede vor Sonderburg liegende „M 612“ entsandt. Innerhalb weniger Stunden wurde das Urteil „im Namen des deutschen Volkes“ gefällt. Elf der aufständischen Matrosen wurden wegen „militärischen Aufruhrs“ zum Tode verurteilt. Am 12. Mai 2025 wurden die Stolperschwelle und die elf Stolpersteine vor der Marine Sportschule in der Fördestraße verlegt. |
| Apenrader Straße 59a                               | Walter Hohnsbehn       | Hier wohnte Walter Hohnsbehn Jg. 1904 Deportiert 1944 KZ Neuengamme MS Cap Arcona Tot 3. Mai 1945 | 19. Sep. 2023 | Walter Hohnsbehn Stolperstein Flensburg | Walter Hohnsbehn wurde am 25. Juni 1904 in Neumünster als Kind einer Arbeiterfamilie geboren und engagierte sich schon als Jugendlicher in der Arbeiterbewegung. Später während seiner Ausbildung zum Maschinenbauer trat er der SPD bei. Gleich nach der Machtübernahme der Nationalsozialisten geriet Walter Hohnsbehn in Schutzhaft, 1936 noch einmal für mehrere Monate. Nach der Entlassung zog er mit seiner Familie nach Flensburg in die Apenrader Straße 59a, wo schon andere Familienmitglieder wohnten. Er arbeitete in den Wiking Werken Flensburg, wo er es bis zum Betriebsleiter schaffte. Am 22. August 1944 wurde er im Zuge der „Aktion Gewitter“ nach dem Hitler-Attentat von der Gestapo nach Neuengamme deportiert und als im April/Mai 1945 das Lager aufgelöst wurde, gehörte er vermutlich zu den Insassen, die auf das Schiff „Cap Arcona“ verfrachtet wurden. Die „Cap Arcona“ war eines von drei Schiffen. Am 3. Mai 1945, also nur wenige Tage vor der Kapitulation, griffen die britischen Flieger die drei Schiffe an, zwei gerieten in Brand, die „Thielbek“ versank, die „Cap Arcona“ blieb auf der Seite liegen. Die Briten vermuteten wohl deutsche Truppen auf den Schiffen, tragischerweise waren es 7000, wenn nicht sogar 7500 KZ-Häftlinge. Bei den Angriffen kamen ca. 6600 dieser Häftlinge in der kalten Ostsee ums Leben. Walter Hohnsbehn war vielleicht einer von ihnen. Ganz gesichert ist sein Sterbeort allerdings nicht. Nach seinem Tod setzte sein Vater Gustav Hohnsbehn alles daran, Spuren dafür zu finden, doch Walter Hohnsbehns Spur verliert sich auf dem Weg von Hamburg zur Lübecker Bucht. Walter Hohnsbehn verstarb im 40. Lebensjahr und hinterließ seine Frau und seinen Sohn. Im September 2023 wurde auf Veranlassung der Flensburger SPD-Fraktion ein Stolperstein für ihn an seinem letzten bekannten Wohnort verlegt. Ein weiterer Stolperstein liegt an seinem Geburtsort Neumünster, wo auch eine Straße nach ihm benannt wurde. |
| Adelbyer Straße 29/31                              | Wilhelm Ohlfsen        | Hier wohnte Wilhelm Ohlfsen Jg. 1889 Verhaftet 22. Feb. 1938 Polizeigefängnis Flensburg Tot 24. Feb. 1938 | 19. Sep. 2023 | | Wilhelm „Willy“ Ohlfsen wurde am 31. Oktober 1889 in Flensburg geboren und starb am 24. Februar 1938 in Flensburg. Er war Kraftfahrer auf der Werft der Flensburger Schiffbau Gesellschaft und Mitglied der SPD. Willy Ohlfsen starb nach Angaben der Gestapo angeblich durch Selbstmord in seiner Zelle. Wahrscheinlich aber wurde ihm Gewalt angetan. Er war am 22. Februar 1938 mit vier weiteren Werftarbeitern verhaftet worden. Sie sollten gezwungen werden, Aussagen gegen einen Mitverhafteten zu machen. Dieser wurde verdächtigt, abfällig u. a. über Hermann Göring und das NS-System geredet zu haben. Die Kollegen sagten nichts aus, zahlten aber einen hohen Preis. Willy Ohlfsen verstarb im Polizeigefängnis, ein weiterer Verhafteter kam ins KZ Sachsenhausen. |
| Harrisleer Straße 35                               | Wilhelm Weinberger     | Hier wohnte Wilhelm Weinberger Jg. 1875 Deportiert 1942 Theresienstadt 1944 Auschwitz Ermordet | 18. Apr. 2023 | | Irma Weinberger, geb. Vage, wurde am 25. August 1883 in Debrecen in Ungarn geboren. Ihr Mann Wilhelm Weinberger, geboren am 25. Oktober 1875, stammte aus Rév in ebenfalls Ungarn. Im Ersten Weltkrieg wurde er von Österreich-Ungarn mit dem Eisernen Kreuz ausgezeichnet. Nach dem Krieg arbeitete er als Klempner, dann als Montagemeister. Im Juli 1942 wurde das Ehepaar von Rendsburg aus über Hamburg in das Ghettolager Theresienstadt deportiert. Von dort wurde es im Mai 1944 nach Auschwitz verschleppt. Ihre Todesdaten sind unbekannt. Für die Familie Weinberger sind weitere Stolpersteine vor der Nobiskrüger Allee 18 in Rendsburg verlegt. |
| Harrisleer Straße 35                               | Irma Weinberger        | Hier wohnte Irma Weinberger Geb. Vage Jg. 1883 Deportiert 1942 Theresienstadt 1944 Auschwitz Ermordet | 18. Apr. 2023 | | Irma Weinberger, geb. Vage, wurde am 25. August 1883 in Debrecen in Ungarn geboren. Ihr Mann Wilhelm Weinberger, geboren am 25. Oktober 1875, stammte aus Rév in ebenfalls Ungarn. Im Ersten Weltkrieg wurde er von Österreich-Ungarn mit dem Eisernen Kreuz ausgezeichnet. Nach dem Krieg arbeitete er als Klempner, dann als Montagemeister. Im Juli 1942 wurde das Ehepaar von Rendsburg aus über Hamburg in das Ghettolager Theresienstadt deportiert. Von dort wurde es im Mai 1944 nach Auschwitz verschleppt. Ihre Todesdaten sind unbekannt. Für die Familie Weinberger sind weitere Stolpersteine vor der Nobiskrüger Allee 18 in Rendsburg verlegt. |
| Harrisleer Straße 35                               | Stephan Weinberger     | Hier wohnte Stephan Weinberger Jg. 1915 Deportiert 1941 Riga 1944 Stutthof 'Todesmarsch' 1945 Ermordet 28.2.1945 Lager Rieben | 18. Apr. 2023 | Der am 13. April 1915 in Flensburg geborene Stephan Weinberger war der jüngere Sohn von Irma und Wilhelm Weinberger. Nach dem Schulbesuch in Rendsburg arbeitete er dort als Klempner. Am 6. Dezember 1941 wurde er von dort nach Riga deportiert und musste dort in mehreren Konzentrationslagern Zwangsarbeit leisten. Bei Auflösung des Lagers Salaspils im September 1944 wurden die Häftlinge in Konzentrationslager Stutthof gebracht. Stephan Weinberger starb am 28. Februar 1945 auf dem Todesmarsch im Durchgangslager Rieben-Althammer. Für die Familie Weinberger sind weitere Stolpersteine vor der Nobiskrüger Allee 18 in Rendsburg verlegt.                                                         | |
| Harrisleer Straße 35                               | Gabriel Weinberger     | Hier wohnte Gabriel Weinberger Jg. 1912 Deportiert 1943 Auschwitz 'Todesmarsch' Jan. 1945 Buchenwald Befreit | 18. Apr. 2023 | Gabriel Weinberger wurde am 11. August 1912 in Kiel geboren. An eine Maurerlehre schloss er 1933 eine Ausbildung als Bauingenieur an der Höheren Tiefbauschule in Rendsburg ab und arbeitete ab 1937 in Magdeburg. Am 26. Februar 1943 wurde er nach Auschwitz deportiert. Im Januar 1945 wurde er ins KZ Buchenwald verlegt. Trotz Tuberkuloseerkrankung überlebte er. Nach seiner Genesung kehrte er 1947 nach Rendsburg zurück und nahm später eine Stelle als Ingenieur bei der Hamburger Baubehörde an. Am 28. Februar 2005 starb er mit 92 Jahren. Für die Familie Weinberger sind weitere Stolpersteine vor der Nobiskrüger Allee 18 in Rendsburg verlegt.                                                   | |
| Alter Kupfermühlenweg 109                          | Lorenz Knutzen         | Hier wohnte Lorenz Knutzen Jg. 1903 Im Widerstand/KPD Verhaftet 1934 'Vorbereitung Hochverrat' Gefängnis Flensburg 1939 Bau-Bataillon 228 Schicksal unbekannt | 23. Feb. 2022 | | Der Arbeiter Lorenz Knutzen, der 1903 in Flensburg geboren wurde, hatte sich dem kommunistischen Widerstand angeschlossen und war ins Visier der Polizei geraten. Er wurde wegen „hochverräterischem Unternehmen“ 1934 verhaftet und zu einer Gefängnisstrafe von viereinhalb Jahren verurteilt. Nach seiner Entlassung wurde er Mitglied des Bau-Bataillons 228 und an die Ostfront geschickt. Knutzens Spur verliert sich in den Wirren des Zweiten Weltkrieges, aus dem er nicht zurückkehrte. |
| Angelburger Str. 9 ·                               | Gertrud Unikower       | Hier wohnte Gertrud Unikower Geb. Spiller Jg. 1899 Ermordet in Riga | 23. Aug. 2004 | | Gertrud Unikower, geb. Spiller, war die Tochter des Kaufmannes Armin Spiller. Dieser errichtete mit Heinrich Eckhardt ein Textilgeschäft unter dem Namen „Spiller & Eckhardt“, das seine Filiale im Jahre 1880 in der Angelburger Straße 9 in Flensburg hatte. 1884 heiratete Armin Spiller in Berlin Jenny Fabian. Diese brachte in Flensburg drei Kinder zur Welt, eines davon war Gertrud. Armin Spiller starb am 4. Januar 1890, woraufhin die Jenny Fabian mit ihren Kindern Flensburg verließ und einen Neustart in Berlin versuchte. Gertrud heiratet Viktor Unikower, der allerdings am 3. April 1918 in einem Lazarett starb. Als Hitler an die Macht kam, gelang Gertrud Unikower nicht die Flucht ins rettende Ausland und sie wurde am 19. Januar 1942 nach Riga deportiert. |
| Angelburger Str. 16 ·                              | Paula Israel           | Hier wohnte Paula Israel Jg. 1892 Theresienstadt 1942 Treblinka ermordet | 18. Apr. 2023 | | Paula Israel geboren 19. August 1892 in Flensburg war Jüdin. 1942 wurde sie in das KZ Theresienstadt deportiert. Am 26.09.1942 wurde sie im Vernichtungslager Treblinka ermordet. |
| Angelburger Str. 78 ·                              | Caroline Horwitz       | Hier wohnte Caroline Horwitz Geb. Levin Jg. 1857 Deportiert 1942 Theresienstadt Ermordet 15.4.1944 | 18. Apr. 2023 | | Die Jüdin Caroline Horwitz (geborene Levin), genannt Klärchen, wurde am 8. Juni 1857 in Flensburg geboren. Ihre Eltern waren Sally Isaak Levin (ein aus Rendsburg stammender Kaufmann und Zigarettenfabrikant) und dessen Ehefrau Hannchen. Carolines Großvater hatte die Funktion eines Kantors und Schächters der jüdischen Gemeinde in Flensburg. Sie arbeitete als Textilarbeiterin. Sie gründete mit Moses Horwitz eine Familie und bekam sechs Kinder. Bereits 1924 verstarb ihr Mann. Caroline wurde von der Gestapo gezwungen ins „Judenhaus“ in der Sonninstraße in Altona zu ziehen. Daraufhin folgte die Deportation nach Theresienstadt am 19. Juli 1942. Ihr Todestag soll der 15. April 1944 sein. Ihre Tochter Jeanette, die mit ihrer Mutter in Theresienstadt war, wurde weiter nach Auschwitz gebracht und dort vergast. Sie gilt als verschollen. |
| Bredeberg 1                                        | Josais Isaac           | Hier wohnte Josais Isaac Jg. 1885 Schutzhaft 1938 Dachau Deportiert 1942 Piaski Ermordet | 18. Apr. 2023 | Stolperstein von Josaic Isaac, Flensburg, Bredeberg 1 | Gegenüber der Hohlwegschule, unter der Adresse Bredeberg 1, wohnte Josais Isaac, geboren am 10. Januar 1885 in Flensburg. Er kam 1938 in „Schutzhaft“ nach Dachau und wurde im April 1942 nach Piaski in Polen ins Ghetto deportiert und dort ermordet. Im Archiv wird noch ein weiterer „Josais Isaak Israel“ aus Flensburg geführt – mit „k“ im Nachnamen und gleichem Geburtsdatum –, der angeblich von München aus in die Ostgebiete „umgesiedet“ wurde, wohl gleichbedeutend mit einer Deportation von Dachau ins Ghetto Piaski. Dieser Josais war Tischlermeister und verheiratet. |
| Burgstraße 6 ·                                     | Louis Wartelsky        | Hier wohnte Louis Wartelsky Jg. 1879 Selbstmord 1938 im Polizeipräsidium Flensburg | 23. Aug. 2004 | | Der aus Königsberg gebürtige Goldschmied Louis Wartelsky zog 1927 nach Flensburg. Er hatte seiner Werkstatt in der Norderstraße 43 und wohnte in der Burgstraße 6 zusammen mit seiner arischen Lebensgefährtin Frieda Hansen. Da ihre Beziehung als Rassenschande galt, wurde er am 23. Juni 1938 ins KZ Sachsenhausen verschleppt, wo er schwere Zwangsarbeit leisten musste. Nach zehnwöchiger Haft wurde er entlassen. Als er am 28. September 1938 wieder bei der Polizei vorgeladen wurde und mit Verhaftung rechnen musste, setzte er seinem Leben im Dienstzimmer 139 mit Zyankali ein Ende. Frieda Hansen veranlasste seine Beisetzung auf dem jüdischen Friedhof in Westerrönfeld. Sein Geschäft wurde beschlagnahmt. |
| Dorotheenstraße 28 ·                               | Marie Johanne Lembcke  | Hier wohnte Marie Johanne Lembcke Jg. 1914 Eingewiesen 24.2.1936 Psychiatrie Schleswig 'Verlegt' 23.5.1941 Bernburg Ermordet 23.5.1941 'Aktion T4' | 21. Nov. 2019 | | Marie Johanne Lembcke wurde am 9. Oktober 1914 als Tochter des Schuhmachers Karl Lembcke und seiner Frau Anna geb. Grage geboren. Die Jüngste von fünf Geschwistern erkrankte als Kind an einer Hirnhautentzündung, die eine geistige Behinderung hinterließ. Sie lebte bei ihren Eltern, bis sie im Februar 1936 in die Provinzial-Heil- und Pflegeanstalt in Schleswig eingewiesen wurde. Am 7. April 1936 wurde sie zwangssterilisiert. Im Zuge der Aktion T4 wurde sie am 23. Mai 1941 in die Tötungsanstalt Bernburg deportiert und dort am selben Tag ermordet. |
| Große Straße 15 ·                                  | Oskar Reincke          | Hier arbeitete Oskar Reincke Jg. 1907 Im Widerstand / KPD Verhaftet 1933 Sonnenburg 1941 Widerstandsgruppe Bästlein-Jacob-Abshagen 1942 Hamburg Holstenglacis Enthauptet 10.7.1944 | 21. Nov. 2019 | | Der Kommunist Oskar Henry Max Reincke wurde am 10. Januar 1907 in Hamburg geboren. Er beginnt eine Zimmermannslehre, bricht diese allerdings ab, da er körperlich dieser nicht gewachsen ist. Er beginnt als Quartiermacher zu arbeiten und schließt sich mit 17 Jahren dem Kommunistischen Jugendverband an. Drei Jahre später wird er Hilfserzieher eines Hamburger Jugendamtes. Mit 25 Jahren tritt er zum einen der KPD bei und wird nach Flensburg geschickt, um dort die Leitung des KPD-Unterbezirks zu übernehmen und heiratet zum anderen Ella Klara Frieda Seidel, geb. Schreck, aus Hamburg. Bereits ein Jahr später im März wird er verhaftet und bis 1935 in Konzentrationslagern gefangen gehalten. Nach der Freilassung lebt er mit seiner Frau wieder in Hamburg und arbeitet später in einer Papiersackfabrik. 1939 tritt er der Bästlein-Jacob-Abshagen-Gruppe bei, wird aber nach 3 Jahren aufgrund einer Denunziation, mit dem Vorwurf der Vorbereitung zum Hochverrat, erneut verhaftet. Am 3. Mai 1944 wird er zum Tode durch Enthauptung verurteilt und am 10. Juli 1944 im Untersuchungsgefängnis Hamburg am Holstenglacis mit 70 weiteren Mitgliedern hingerichtet. Außer auf diesem Stolperstein befindet sich sein Name auf einer weiteren Ehrentafel am Eingang zum Flensburger Ratssaal. |
| Große Straße 15/19 ·                               | Heinrich Lazarus       | Hier wohnte Heinrich Lazarus Jg. 1901 Deportiert Ermordet 1942 in Auschwitz | 23. Aug. 2004 | | Das Ehepaar Louis und Cora Lazarus, eine alteingesessene Flensburger Kaufmannsfamilie, wohnte in der Großen Straße 15/19. Ihr jüngster Sohn Heinrich (Jg. 1901) war zu Besuch, als in der Nacht vom 9. zum 10. November 1938, der sogenannten „Reichspogromnacht“, die Wohnung im 3. Stock von der Gestapo überfallen und verwüstet wurde. Wie auf dem Gut Jägerslust war der Drahtzieher der Aktion der Flensburger Polizist Hinrich Möller. Heinrich wurde zunächst in Kiel in „Schutzhaft“ genommen und anschließend ins KZ Sachsenhausen deportiert. Seine hochbetagten Eltern Louis und Cora Lazarus kamen wohl aus Rücksicht auf ihr hohes Alter wieder frei. Sie brauchten drei Tage, um die Verwüstungen in ihrer Wohnung zu beseitigen. Einige Zeit später konnten sie wie auch ihre Töchter ins Ausland fliehen. Zunächst kam Heinrich Lazarus 1939 wieder frei und ging mit seiner Frau Hilde und seinem Sohn Manfred in die Niederlande. Nach der Besetzung durch die Deutschen rollten auch in den Niederlanden die Deportationszüge gen Osten. Hilde und Manfred Lazarus konnten sich verstecken und wanderten 1948 in die USA aus. Heinrich Lazarus wurde nach Auschwitz deportiert und wurde dort am 5. Dezember 1942 ermordet. |
| Große Straße 54 ·                                  | Arnold Bastian         | Hier wohnte Arnold Bastian Jg. 1908 Verhaftet 15.1.1944 Zuchthaus Celle Tot 17.2.1945 Zuchthaus Hameln | 3. Aug. 2007  | | Arnold Wilhelm Bastian wurde am 30. Dezember 1908 als Sohn eines Fischers und Bootsführers im Haus Süderfischerstraße 24 geboren. Er arbeitete in der Gastronomie und hatte eine Kellnerlehre absolviert. Im Oktober 1937 wurde er unter dem Vorwurf der Homosexualität verhaftet und wurde im März 1938 zu zwei Jahren und sechs Monaten Haft verurteilt, die er im Emslandlager Aschendorfer Moor verbüßen musste. Nach dieser Zeit wurde er 1940 gleich wieder wegen des gleichen Vorwurfs verhaftet und erneute verurteilt, diesmal zu vier Jahren Zuchthaus mit anschließender Sicherheitsverwahrung. Am 8. August 1944 wurde er in das Hamelner Zuchthaus gebracht und nach Holzen verlegt, wo er zum Arbeitseinsatz in die Stollen geschickt wurde. Wegen der Strapazen erkrankte er schwer und verstarb schließlich am 17. Februar 1945. |
| Große Straße 69 ·                                  | Margarete Hirsch       | Hier wohnte Margarete Hirsch Jg. 1881 Deportiert Ermordet in Minsk | 23. Aug. 2004 | | Margarete Hirsch wurde am 1. September 1881 geboren. Sie wohnte in der Großen Straße 69, bis sie 1887 mit ihrer Familie nach Westdeutschland zog. Ihre letzte Wohnadresse ist die Grimmstraße in Düsseldorf, ein so genanntes Judenhaus, in das jüdische Familien von der Gestapo eingewiesen worden waren. Weitere Informationen über Margarete Hirsch sind nicht bekannt. Sie wurde am 10. November 1941 nach Minsk deportiert und ermordet. |
| Große Straße 87 ·                                  | Paul Emanuel           | Hier wohnte Paul Emanuel Jg. 1894 Deportiert 1943 Ermordet in Auschwitz | 18. Apr. 2023 | | Paul Emanuel wurde am 19. März 1894 geboren. Seine letzte Wohnadresse ist die Große Straße 87 in Flensburg. Weitere Informationen über Paul Emanuel sind nicht bekannt. Er wurde 29. Oktober 1943 deportiert und in Auschwitz ermordet. |
| Gut Jägerslust · Siehe Stiftungsland Schäferhaus · | Irma Wolff             | Hier wohnte Irma Wolff geb. Altmann Jg. 1891 Ermordet in Auschwitz | 23. Aug. 2004 | | Irma Wolff geb. Altmann wurde am 27. April 1891 in Dramburg in Westpommern als Tochter des Kaufmanns Erich Altmann († 1922) und der Olga geb. Wolff († 1919) geboren. Um 1910 zog die Familie nach Berlin. Kurz vor dem Tod ihrer Eltern hatte Irma Altmann den Zahnarzt Adolf Schüler geheiratet, der um 1934 starb. Am 17. Februar 1937 schloss sie eine zweite Ehe mit Alexander Wolff. Dieser hatte Gut Jägerslust 1917 von seinem Vater übernommen und 1934 dort einen Kibbuz der Jugendorganisation Hechaluz eingerichtet, in dem junge Juden, die nach Palästina auswandern wollten, eine landwirtschaftliche Ausbildung erhielten. In der Nacht zum 10. November 1938 überfielen und zerstörten SA-Trupps das Gut. Alexander Wolff flüchtete über die nahe Grenze nach Dänemark, alle anderen Anwesenden wurden verhaftet, die Frauen jedoch am nächsten Tag freigelassen. Irma, die zwischenzeitlich in einem jüdischen Altersheim in Dänemark Zuflucht gefunden hatte, zog 1939 mit ihrer Schwiegermutter nach Berlin. Sie lebte dort zuletzt zusammen mit ihrem Bruder Richard Altmann, einem blinden Synagogen-Organisten, der 1942 deportiert wurde. Ihr Mann versuchte von Dänemark aus vergeblich, Visa für seine Familie zu erhalten, und zog im November 1939 allein in die USA. Irma Wolff musste in Berlin Zwangsarbeit als Löterin bei dem Radiohersteller Dr. Georg Seibt AG leisten. Am 29. Januar 1943 wurde sie nach Auschwitz deportiert und dort ermordet. Alexander Wolff war der einzige Überlebende der Familie. Für Irma Wolff wurde in Berlin-Charlottenburg ein weiterer Stolperstein verlegt. |
| Gut Jägerslust · Siehe Stiftungsland Schäferhaus · | Käte Wolff             | Hier wohnte Käte Wolff geb. Jacoby Jg. 1868 Ermordet in Minsk | 23. Aug. 2004 | Katharine (Käte) Wolff war die Ehefrau des Industriellen Georg Nathan Wolff. Seit 1906 besaß die Familie Gut Jägerslust bei Flensburg. Zusammen mit ihrem Sohn Alexander führte sie das Gut auch nach dem Tod ihres Mannes 1917 weiter. Ab 1934 bereiteten sie junge Juden auf die Auswanderung nach Palästina vor. Käte Wolff leitete dabei die hauswirtschaftliche Ausbildung der Praktikantinnen. Alexander floh nach der Zerstörung des Guts 1938 nach Dänemark. Käte Wolff, die noch die Polizei gerufen hatte, als SA-Trupps das Gut überfielen, ging zu ihrer Tochter Lilly nach Berlin, von wo aus sie nach Theresienstadt und von dort nach Treblinka deportiert und am 26. September 1942 ermordet wurde. | |
| Gut Jägerslust · Siehe Stiftungsland Schäferhaus · | Lilly Wolff            | Hier wohnte Lilly Wolff Jg. 1896 Ermordet in Riga | 23. Aug. 2004 | Lilly Wolff, geboren in Berlin als Tochter von Käte und Georg Wolff, zog 1906 mit ihrer Familie nach Flensburg. 1912 ließ sie sich taufen. Nach dem Schulabschluss 1917 wurde sie Lehrerin. Ein weiterer Stolperstein befindet sich in Heide, wo sie ab 1919 unterrichtete. 1933 wurde sie als Jüdin aus dem Schuldienst entlassen. 1937 ging sie nach Berlin, um dort jüdische Kinder zu unterrichten. U. a. war sie im Büro Grüber tätig. Am 5. September 1942 wurde sie nach Riga deportiert, wo sie am 8. September 1942 ermordet wurde. 2009 wurde ein Denkstein an ihrem letzten freigewählten Wohnort in der Spichernstraße 7 in Berlin-Wilmersdorf verlegt.                                                 | |
| Harrisleer Straße 44                               | Arnold Hermannsen      | Hier wohnte Arnold Hermannsen Jg. 1909 Im Widerstand/KPD 'Schutzhaft' 1933 'Vorbereitung Hochverrat' KZ Fuhlsbüttel 1943 Strafbataillon 999 Schicksal unbekannt | 23. Feb. 2022 | | Arnold Hermannsen, Jahrgang 1909, ist vor allem für seinen Widerstand innerhalb des NS-Regimes bekannt. Hermannsen war Mitglied der KPD. Dadurch wurde er zur “Vorbereitung zum Hochverrat” verurteilt. Er verbrachte sechs Jahre im Zuchthaus. Ende 1935 wurde der größte Fluchthelferring in Flensburg zerschlagen. Dadurch wurde die Fluchthilfe immer schwieriger. Trotzdem war Hermannsen im Widerstand als Fluchthelfer tätig. Dies tat er unter der Leitung von Heinrich Rogahn. Das Schicksal von Arnold Hermannsen ist unbekannt. |
| Holm 39 ·                                          | Gustav Schreiber       | Hier wohnte Gustav Schreiber Jg. 1904 Verhaftet 22.6.1944 Lager Börgermoor Tot 10.1.1945 | 3. Aug. 2007  | | Gustav Schreiber wurde 1904 in Elmshorn geboren. Zunächst machte er eine kaufmännische Ausbildung und arbeitete ab 1935 in der Stadtverwaltung. Diese kündigte ihn 1937 aufgrund einer Verurteilung zu einem Jahr Haft, da er homosexuell war. Nach seiner Entlassung arbeitete er in Kiel, Hamburg und zuletzt in Flensburg. Später arbeitete er in Bergen. Dort wurde er 1944 verhaftet, da er einen 28-jährigen Liebhaber hatte. Zunächst wurde er in die Strafanstalt in Neumünster gebracht und im Juni 44 ins Emslandlager Börgermoor transportiert. Aus seinen Lebensläufen wird deutlich, dass er durch Depressionen und die Verinnerlichung der Vorurteile gegen Homosexuelle eine Todessehnsucht entwickelte. Seine letzte Beurteilung im November 1944 lautet: „Älterer Mensch, schlappes, undiszipliniertes Auftreten, zweimal wegen Unzucht mit Männern bestraft. Seine Führung im Lager schlecht, sein Arbeitsfleiß nicht zufriedenstellend. Für die Wehrmacht nicht tragbar.“ Am 10. Januar 1945 starb Gustav Schreiber in Börgermoor. |
| Junkerhohlweg 13 ·                                 | Emil Jessen            | Hier wohnte Emil Jessen Jg. 1906 Im Widerstand / KPD Verhaftet 1933 'Vorbereitung Hochverrat' Zuchthaus Neumünster 1943 Strafbataillon 999 Tot 1944 Tiraspol | 21. Nov. 2019 | Stolperstein Emil Jessen Flensburg | Emil Alwin Henning Jessen wird am 10. März 1906 im Harrisleefeld geboren. Die Familie lebte zeitweise in Dänemark. 1930 zog Jessen nach Flensburg, wo er Mitglied der KPD wurde. Bereits am 31. März 1933 verhaftet, verbüßte er bis 1935 eine Gefängnisstrafe wegen „Vorbereitung zum Hochverrat“. 1943 wurde er in die Bewährungsbataillon 999 eingezogen. Seit August 1944 in Bessarabien verschollen, wurde er am 31. Dezember 1944 für tot erklärt. |
| Neue Straße 3                                      | Wilhelm Ringgaard      | Hier wohnte Wilhelm Ringgaard Jg. 1903 Im Widerstand / KPD Verhaftet 1935 'Vorbereitung Hochverrat' Zuchthaus 1943 Strafbataillon 999 Tot 11.1.1945 Kroatien | 23. Feb. 2022 | | Wilhelm Heinrich Peter Ringgaard war als Jugendlicher Mitglied der USPD, 1930 trat er dem Arbeiterschachklub bei und 1932 der KPD, aus der er am 6. Januar 1933 als angeblicher Polizeispitzel ausgeschlossen, aber bald darauf rehabilitiert wurde. Über die Grenze von Dänemark führte er in Deutschland verbotene Schriften ein. Ende 1935 wurde er verhaftet und 1936 wegen Hochverrats zu acht Jahren Zuchthaus verurteilt. Nach Verbüßung dieser Strafe wurde er 1943 dem Bewährungsbataillon 999 überstellt und fiel am 11. Januar 1945 in Kroatien. |
| Nordermarkt 3 ·                                    | Rosa Weinberg          | Hier wohnte Rosa Weinberg Geb. Nathan Jg. 1877 Deportiert 1941 Riga Ermordet | 18. Apr. 2023 | | Rosa Weinberg war eine geborene Nathan und Tochter des jüdischen Kaufmanns Eduard Wolff Nathan und seiner Frau Sophie Mathilde. Geboren wurde Rosa Weinberg am 3. Oktober 1877 in Flensburg. Am 8. Februar 1902 heiratete sie Siegfried Weinberg und nahm seinen Namen an. 1939 mussten Rosa und Siegfried in das „Judenhaus“ in Hamburg ziehen, das als Vorstufe für Deportationen galt. Am 6. Dezember 1941 wurden sie schließlich ins KZ-ähnliche Lager Jungfernhof in der Nähe von Riga deportiert. „Baltische Hölle“ wurde das System aus Ghettos und Konzentrationslagern im Raum Riga von Holocaustüberlebenden genannt. Der genaue Todeszeitpunkt von Rosa und Siegfried Weinberg ist unbekannt. Für die gebürtige Flensburgerin Rosa Weinberg liegt sowohl in Hamburg als auch in Flensburg nun ein Stolperstein. |
| Norderstraße 27/29 ·                               | Emil Löwenthal         | Hier wohnte Emil Löwenthal Jg. 1857 Ermordet 1943 In Theresienstadt | 23. Aug. 2004 | | Emil (geb. 1857) und Johanna Löwenthal (geb. 1861) zogen 1891 nach Flensburg, lebten zunächst in der Norderstraße 107/109, wo Emil das „Möbel- und Warenhaus A. Boas“ übernahm. Sie hatten drei Kinder: Julius (geb. 1886), Erna (geb. 1888) und Willy (1891). Willy war ein gebürtiger Flensburger. Familie Löwenthal war jahrzehntelang der Mittelpunkt jüdischen Lebens in Flensburg gewesen. So sorgte Emil Löwenthal dafür, dass es wieder jüdischen Religionsunterricht in Flensburg gab. Sohn Willy verstarb bereits 1918 an den Folgen seiner schweren Kriegsverletzung. In den 1920ern trat Emil gegen radikale Judenfeindlichkeit an mit dem „Central-Verein deutscher Staatsbürger jüdischen Glaubens“. 1930 zogen Emil und Johanna in die Norderstraße 27/29. Durch die zunehmende Bedrohung durch die Nationalsozialisten verließen sie 1938 Flensburg und gingen nach Berlin zu ihrem Sohn Julius, der durch seine nicht-jüdische Ehefrau relativ geschützt war. Emil, Johanna, ihre Tochter Erna und deren Ehemann Hermann gerieten jedoch in die NS-Vernichtungsmaschinerie: Erna und Hermann Falk wurden 1942 nach Theresienstadt deportiert, Hermann verstarb dort am 13. Februar 1942. Auch Emil und Johanna wurden etwas später am 13. Januar 1943 nach Theresienstadt deportiert, wo Emil am 16. Februar 1943 starb. Johanna Löwenthal wurde am 16. Mai 1944 mit ihrer Tochter Erna weiter nach Auschwitz deportiert. Danach verliert sich ihre Spur. Die Stolpersteine für Emil und Johanna Löwenthal wurden im August 2004 in der Norderstraße 27/29 verlegt. Zwei weitere Stolpersteine für Erna und Hermann Falk, Ernas Ehemann, wurden im Juli 2023 verlegt. Erna und Hermann Falk wohnten nicht in der Norderstraße 27/29, waren Tochter und Schwiegersohn der Löwenthals. |
| Norderstraße 27/29 ·                               | Johanna Löwenthal      | Hier wohnte Johanna Löwenthal geb. Loewenthal Jg. 1861 Ermordet 1944 in Auschwitz | 23. Aug. 2004 | | Emil (geb. 1857) und Johanna Löwenthal (geb. 1861) zogen 1891 nach Flensburg, lebten zunächst in der Norderstraße 107/109, wo Emil das „Möbel- und Warenhaus A. Boas“ übernahm. Sie hatten drei Kinder: Julius (geb. 1886), Erna (geb. 1888) und Willy (1891). Willy war ein gebürtiger Flensburger. Familie Löwenthal war jahrzehntelang der Mittelpunkt jüdischen Lebens in Flensburg gewesen. So sorgte Emil Löwenthal dafür, dass es wieder jüdischen Religionsunterricht in Flensburg gab. Sohn Willy verstarb bereits 1918 an den Folgen seiner schweren Kriegsverletzung. In den 1920ern trat Emil gegen radikale Judenfeindlichkeit an mit dem „Central-Verein deutscher Staatsbürger jüdischen Glaubens“. 1930 zogen Emil und Johanna in die Norderstraße 27/29. Durch die zunehmende Bedrohung durch die Nationalsozialisten verließen sie 1938 Flensburg und gingen nach Berlin zu ihrem Sohn Julius, der durch seine nicht-jüdische Ehefrau relativ geschützt war. Emil, Johanna, ihre Tochter Erna und deren Ehemann Hermann gerieten jedoch in die NS-Vernichtungsmaschinerie: Erna und Hermann Falk wurden 1942 nach Theresienstadt deportiert, Hermann verstarb dort am 13. Februar 1942. Auch Emil und Johanna wurden etwas später am 13. Januar 1943 nach Theresienstadt deportiert, wo Emil am 16. Februar 1943 starb. Johanna Löwenthal wurde am 16. Mai 1944 mit ihrer Tochter Erna weiter nach Auschwitz deportiert. Danach verliert sich ihre Spur. Die Stolpersteine für Emil und Johanna Löwenthal wurden im August 2004 in der Norderstraße 27/29 verlegt. Zwei weitere Stolpersteine für Erna und Hermann Falk, Ernas Ehemann, wurden im Juli 2023 verlegt. Erna und Hermann Falk wohnten nicht in der Norderstraße 27/29, waren Tochter und Schwiegersohn der Löwenthals. |
| Norderstraße 27/29 ·                               | Hermann Falk           | Hermann Falk geb. 1876 Deportiert 1942 Theresienstadt Ermordet 13.2.1943 | 10. Juli 2023 | | Emil (geb. 1857) und Johanna Löwenthal (geb. 1861) zogen 1891 nach Flensburg, lebten zunächst in der Norderstraße 107/109, wo Emil das „Möbel- und Warenhaus A. Boas“ übernahm. Sie hatten drei Kinder: Julius (geb. 1886), Erna (geb. 1888) und Willy (1891). Willy war ein gebürtiger Flensburger. Familie Löwenthal war jahrzehntelang der Mittelpunkt jüdischen Lebens in Flensburg gewesen. So sorgte Emil Löwenthal dafür, dass es wieder jüdischen Religionsunterricht in Flensburg gab. Sohn Willy verstarb bereits 1918 an den Folgen seiner schweren Kriegsverletzung. In den 1920ern trat Emil gegen radikale Judenfeindlichkeit an mit dem „Central-Verein deutscher Staatsbürger jüdischen Glaubens“. 1930 zogen Emil und Johanna in die Norderstraße 27/29. Durch die zunehmende Bedrohung durch die Nationalsozialisten verließen sie 1938 Flensburg und gingen nach Berlin zu ihrem Sohn Julius, der durch seine nicht-jüdische Ehefrau relativ geschützt war. Emil, Johanna, ihre Tochter Erna und deren Ehemann Hermann gerieten jedoch in die NS-Vernichtungsmaschinerie: Erna und Hermann Falk wurden 1942 nach Theresienstadt deportiert, Hermann verstarb dort am 13. Februar 1942. Auch Emil und Johanna wurden etwas später am 13. Januar 1943 nach Theresienstadt deportiert, wo Emil am 16. Februar 1943 starb. Johanna Löwenthal wurde am 16. Mai 1944 mit ihrer Tochter Erna weiter nach Auschwitz deportiert. Danach verliert sich ihre Spur. Die Stolpersteine für Emil und Johanna Löwenthal wurden im August 2004 in der Norderstraße 27/29 verlegt. Zwei weitere Stolpersteine für Erna und Hermann Falk, Ernas Ehemann, wurden im Juli 2023 verlegt. Erna und Hermann Falk wohnten nicht in der Norderstraße 27/29, waren Tochter und Schwiegersohn der Löwenthals. |
| Norderstraße 27/29 ·                               | Erna Falk              | Erna Falk geb. 1888 Deportiert 1942 Theresienstadt 1944 Auschwitz Ermordet | 10. Juli 2023 | | Emil (geb. 1857) und Johanna Löwenthal (geb. 1861) zogen 1891 nach Flensburg, lebten zunächst in der Norderstraße 107/109, wo Emil das „Möbel- und Warenhaus A. Boas“ übernahm. Sie hatten drei Kinder: Julius (geb. 1886), Erna (geb. 1888) und Willy (1891). Willy war ein gebürtiger Flensburger. Familie Löwenthal war jahrzehntelang der Mittelpunkt jüdischen Lebens in Flensburg gewesen. So sorgte Emil Löwenthal dafür, dass es wieder jüdischen Religionsunterricht in Flensburg gab. Sohn Willy verstarb bereits 1918 an den Folgen seiner schweren Kriegsverletzung. In den 1920ern trat Emil gegen radikale Judenfeindlichkeit an mit dem „Central-Verein deutscher Staatsbürger jüdischen Glaubens“. 1930 zogen Emil und Johanna in die Norderstraße 27/29. Durch die zunehmende Bedrohung durch die Nationalsozialisten verließen sie 1938 Flensburg und gingen nach Berlin zu ihrem Sohn Julius, der durch seine nicht-jüdische Ehefrau relativ geschützt war. Emil, Johanna, ihre Tochter Erna und deren Ehemann Hermann gerieten jedoch in die NS-Vernichtungsmaschinerie: Erna und Hermann Falk wurden 1942 nach Theresienstadt deportiert, Hermann verstarb dort am 13. Februar 1942. Auch Emil und Johanna wurden etwas später am 13. Januar 1943 nach Theresienstadt deportiert, wo Emil am 16. Februar 1943 starb. Johanna Löwenthal wurde am 16. Mai 1944 mit ihrer Tochter Erna weiter nach Auschwitz deportiert. Danach verliert sich ihre Spur. Die Stolpersteine für Emil und Johanna Löwenthal wurden im August 2004 in der Norderstraße 27/29 verlegt. Zwei weitere Stolpersteine für Erna und Hermann Falk, Ernas Ehemann, wurden im Juli 2023 verlegt. Erna und Hermann Falk wohnten nicht in der Norderstraße 27/29, waren Tochter und Schwiegersohn der Löwenthals. |
| Norderstraße 76 ·                                  | Harry David            | Hier wohnte Harry David Jg. 1895 Flucht Holland Interniert Westerbork Deportiert 1943 Auschwitz Ermordet 25.1.1943 | 18. Apr. 2023 | | In der Norderstraße 76, in einem Haus im Hinterhof des Flensborghus, wohnte die jüdische Familie David. Ab 1933 wurden Juden in Deutschland verfolgt, entrechtet und drangsaliert, weshalb die Familie David aus Deutschland floh. Die Mutter Ottilie David, geborene Eichmann (Jahrgang 1859), floh 1939 mit ihrem älteren Sohn Harry (Jahrgang 1895) in die Niederlande. Nach dem Einmarsch der deutschen Truppen wurden sie im Lager Westerbork interniert. Harry wurde nach Auschwitz deportiert und am 25. Januar 1943 ermordet, Ottilie traf dasselbe Schicksal im Vernichtungslager Sobibor am 2. Mai 1943. Auch Julius David, der jüngere Sohn (Jahrgang 1900), wurde 1941 nach Minsk deportiert und dort ermordet. |
| Norderstraße 76 ·                                  | Julius David           | Hier wohnte Julius David Jg. 1900 Deportiert 1941 Minsk Ermordet | 18. Apr. 2023 | | In der Norderstraße 76, in einem Haus im Hinterhof des Flensborghus, wohnte die jüdische Familie David. Ab 1933 wurden Juden in Deutschland verfolgt, entrechtet und drangsaliert, weshalb die Familie David aus Deutschland floh. Die Mutter Ottilie David, geborene Eichmann (Jahrgang 1859), floh 1939 mit ihrem älteren Sohn Harry (Jahrgang 1895) in die Niederlande. Nach dem Einmarsch der deutschen Truppen wurden sie im Lager Westerbork interniert. Harry wurde nach Auschwitz deportiert und am 25. Januar 1943 ermordet, Ottilie traf dasselbe Schicksal im Vernichtungslager Sobibor am 2. Mai 1943. Auch Julius David, der jüngere Sohn (Jahrgang 1900), wurde 1941 nach Minsk deportiert und dort ermordet. |
| Norderstraße 76 ·                                  | Ottilie David          | Hier wohnte Ottilie David Geb. Eichwald Jg. 1859 Flucht 1939 Holland Interniert Westerbork Deportiert 1943 Sobibor Ermordet 24.5.1943 | 18. Apr. 2023 | | In der Norderstraße 76, in einem Haus im Hinterhof des Flensborghus, wohnte die jüdische Familie David. Ab 1933 wurden Juden in Deutschland verfolgt, entrechtet und drangsaliert, weshalb die Familie David aus Deutschland floh. Die Mutter Ottilie David, geborene Eichmann (Jahrgang 1859), floh 1939 mit ihrem älteren Sohn Harry (Jahrgang 1895) in die Niederlande. Nach dem Einmarsch der deutschen Truppen wurden sie im Lager Westerbork interniert. Harry wurde nach Auschwitz deportiert und am 25. Januar 1943 ermordet, Ottilie traf dasselbe Schicksal im Vernichtungslager Sobibor am 2. Mai 1943. Auch Julius David, der jüngere Sohn (Jahrgang 1900), wurde 1941 nach Minsk deportiert und dort ermordet. |
| Norderstraße 107 ·                                 | Eduard Sussmann        | Hier wohnte Eduard Sussmann Jg. 1888 Flucht Belgien Interniert Drancy Deportiert 1942 Ermordet in Auschwitz | 18. Apr. 2023 | | In der Norderstraße 107 wohnte Eduard Sussmann (geboren 1888), er war jüdischen Glaubens. Unter dem NS-Regime gelang es Sussmann zunächst nach Belgien zu fliehen. Dort wurde er allerdings nach dem Einmarsch der deutschen Truppen im Mai 1940 gefasst, interniert und zwei Jahre später in das Konzentrationslager Auschwitz deportiert. Er gilt seit 1942, damals 54 Jahre alt, als verschollen, ist wahrscheinlich aber dort ermordet worden. |
| Norderstraße 111 ·                                 | Isaak Hermann Nicinski | Hier wohnte Isaak Hermann Nicinski Jg. 1928 Ermordet in Łódź | 23. Aug. 2004 | | Leiser Nicinski wurde am 10. Februar 1896 in Polen geboren und arbeitete als Schuster und Händler. Mit seiner Frau Taube entschloss er sich, in der Hoffnung auf ein besseres Leben, nach Flensburg zu ziehen. Zunächst wohnten sie in der Burgstraße 28, bevor sie im Jahre 1926 in das Haus in der Norderstraße 111 zogen, in dem etwa zwei Jahre später ihr Sohn Isaak Hermann zur Welt kam. Wie für viele andere stellte die vermehrte Diskriminierung den Hauptgrund zum Umzug in eine Großstadt dar, wo man sich mehr Anonymität erhoffte. Die Familie Nicinski zog ins Hamburger Grindelviertel, welches eines der Zentren jüdischen Lebens war. Leiser ging erst seiner ursprünglichen Tätigkeit als Schuhmacher nach, bevor er als Lagerarbeiter fungierte. Auch die Familie Nicinski hatte den Plan, eine Ausreisegenehmigung zu erlangen, wenngleich dieser Plan durch die 1941 durchgesetzte Untersagung der Auswanderung für alle Juden bis Kriegsende zunichtegemacht wurde. Nur wenige Tage nach der Durchsetzung dieser Regelung kam es zur Deportation der Familie Nicinski. Leiser, Taube und ihr Sohn Isaak wurden ins Lodzer Ghetto gebracht, in dem aufgrund der katastrophalen Lebensbedingungen eine niedrige Überlebenschance herrschte. Hier verliert sich die Spur der Familie, es ist davon auszugehen, dass auch sie dort umkam. |
| Norderstraße 111 ·                                 | Leiser Nicinski        | Hier wohnte Leiser Nicinski Jg. 1896 Ermordet in Łódź | 23. Aug. 2004 | | Leiser Nicinski wurde am 10. Februar 1896 in Polen geboren und arbeitete als Schuster und Händler. Mit seiner Frau Taube entschloss er sich, in der Hoffnung auf ein besseres Leben, nach Flensburg zu ziehen. Zunächst wohnten sie in der Burgstraße 28, bevor sie im Jahre 1926 in das Haus in der Norderstraße 111 zogen, in dem etwa zwei Jahre später ihr Sohn Isaak Hermann zur Welt kam. Wie für viele andere stellte die vermehrte Diskriminierung den Hauptgrund zum Umzug in eine Großstadt dar, wo man sich mehr Anonymität erhoffte. Die Familie Nicinski zog ins Hamburger Grindelviertel, welches eines der Zentren jüdischen Lebens war. Leiser ging erst seiner ursprünglichen Tätigkeit als Schuhmacher nach, bevor er als Lagerarbeiter fungierte. Auch die Familie Nicinski hatte den Plan, eine Ausreisegenehmigung zu erlangen, wenngleich dieser Plan durch die 1941 durchgesetzte Untersagung der Auswanderung für alle Juden bis Kriegsende zunichtegemacht wurde. Nur wenige Tage nach der Durchsetzung dieser Regelung kam es zur Deportation der Familie Nicinski. Leiser, Taube und ihr Sohn Isaak wurden ins Lodzer Ghetto gebracht, in dem aufgrund der katastrophalen Lebensbedingungen eine niedrige Überlebenschance herrschte. Hier verliert sich die Spur der Familie, es ist davon auszugehen, dass auch sie dort umkam. |
| Norderstraße 111 ·                                 | Taube Nicinski         | Hier wohnte Taube Nicinski geb. Iglinski Jg. 1896 Ermordet in Łódź | 23. Aug. 2004 | | Leiser Nicinski wurde am 10. Februar 1896 in Polen geboren und arbeitete als Schuster und Händler. Mit seiner Frau Taube entschloss er sich, in der Hoffnung auf ein besseres Leben, nach Flensburg zu ziehen. Zunächst wohnten sie in der Burgstraße 28, bevor sie im Jahre 1926 in das Haus in der Norderstraße 111 zogen, in dem etwa zwei Jahre später ihr Sohn Isaak Hermann zur Welt kam. Wie für viele andere stellte die vermehrte Diskriminierung den Hauptgrund zum Umzug in eine Großstadt dar, wo man sich mehr Anonymität erhoffte. Die Familie Nicinski zog ins Hamburger Grindelviertel, welches eines der Zentren jüdischen Lebens war. Leiser ging erst seiner ursprünglichen Tätigkeit als Schuhmacher nach, bevor er als Lagerarbeiter fungierte. Auch die Familie Nicinski hatte den Plan, eine Ausreisegenehmigung zu erlangen, wenngleich dieser Plan durch die 1941 durchgesetzte Untersagung der Auswanderung für alle Juden bis Kriegsende zunichtegemacht wurde. Nur wenige Tage nach der Durchsetzung dieser Regelung kam es zur Deportation der Familie Nicinski. Leiser, Taube und ihr Sohn Isaak wurden ins Lodzer Ghetto gebracht, in dem aufgrund der katastrophalen Lebensbedingungen eine niedrige Überlebenschance herrschte. Hier verliert sich die Spur der Familie, es ist davon auszugehen, dass auch sie dort umkam. |
| Norderstraße 133 ·                                 | Bertha Meyer           | Hier wohnte Bertha Meyer Jg. 1893 Deportiert 1943 Theresienstadt 1944 Auschwitz Ermordet | 18. Apr. 2023 | | In der Norderstraße 133 wurde am 14. Januar 1883 die Jüdin Bertha (Hertha) Meyer geboren. Sie wohnte im Laufe ihres Lebens in Stade, Bremen und Hamburg. Am 23. Juni 1943 wurde sie von Hamburg aus nach Theresienstadt deportiert und am 23. Oktober 1944 in Auschwitz ermordet. |
| Norderstraße 145 ·                                 | Isaak Fertig           | Hier wohnte Isaak Fertig Jg. 1886 Deportiert Richtung Osten Ermordet | 23. Aug. 2004 | | In der Norderstraße 145 wohnten Isaak Julius Fertig (Jg. 1886), seine Frau Sara (Jg. 1893) und die beiden Söhne Max (Jg. 1924) und Leo (Jg. 1931). Fertig besaß ein Leder- und Schuhwarengeschäft, welches jedoch am 1. April 1933 auf die Boykottliste gesetzt wurde. Um der vermehrten Diskriminierung aus dem Weg zu gehen, zog die Familie 1937 nach Hamburg. Fertig lebte zwar seit 1912 in Deutschland, besaß aber die polnische Staatsbürgerschaft und war deswegen unmittelbar von den Drohungen der polnischen Regierung betroffen. Diese wollte den polnischen Juden, die sich seit längerer Zeit im Ausland befanden, die Staatsangehörigkeit aberkennen. Am 26. Oktober 1938 beauftragte man also die Gestapo mit einer Abschiebung aller Betroffenen nach Polen. 17.000 Menschen, darunter auch Isaak Fertig und seine Familie, wurden festgenommen und in Grenznähe gebracht. Die letzten sieben Kilometer mussten die Ausgewiesenen aus Hamburg bis zur Grenzstation gehen. Dort wohnten sie in einfachen Baracken und waren meist mittellos. Rosa Fertig, die es rechtzeitig geschafft hatte, in die USA auszuwandern, bemühte sich um die bestmögliche finanzielle Unterstützung ihrer Familie, wobei es unklar ist, ob die Beträge überhaupt ankamen, denn die Familie befand sich in „größter Not“, wie dem Brief eines jüdischen Finanzprüfer zu entnehmen ist, den Freunde und Bekannte aus Hamburg eingeschaltet hatten. Dieser sah sich das Inventar der alten Wohnung an und verkaufte sämtliche Möbel, um der Familie eine Wäschekiste zukommen zu lassen. Auch Isaak Fertig hatte das Ziel, für sich und seine Familie eine Ausreisegenehmigung in die USA zu erhalten, jedoch kam Familie Fertig im Holocaust um. Genaueres zum Tod ist unklar. |
| Norderstraße 145 ·                                 | Sara Fertig            | Hier wohnte Sara Fertig geb. Goldberg Jg. 1893 Deportiert Richtung Osten Ermordet | 23. Aug. 2004 | | In der Norderstraße 145 wohnten Isaak Julius Fertig (Jg. 1886), seine Frau Sara (Jg. 1893) und die beiden Söhne Max (Jg. 1924) und Leo (Jg. 1931). Fertig besaß ein Leder- und Schuhwarengeschäft, welches jedoch am 1. April 1933 auf die Boykottliste gesetzt wurde. Um der vermehrten Diskriminierung aus dem Weg zu gehen, zog die Familie 1937 nach Hamburg. Fertig lebte zwar seit 1912 in Deutschland, besaß aber die polnische Staatsbürgerschaft und war deswegen unmittelbar von den Drohungen der polnischen Regierung betroffen. Diese wollte den polnischen Juden, die sich seit längerer Zeit im Ausland befanden, die Staatsangehörigkeit aberkennen. Am 26. Oktober 1938 beauftragte man also die Gestapo mit einer Abschiebung aller Betroffenen nach Polen. 17.000 Menschen, darunter auch Isaak Fertig und seine Familie, wurden festgenommen und in Grenznähe gebracht. Die letzten sieben Kilometer mussten die Ausgewiesenen aus Hamburg bis zur Grenzstation gehen. Dort wohnten sie in einfachen Baracken und waren meist mittellos. Rosa Fertig, die es rechtzeitig geschafft hatte, in die USA auszuwandern, bemühte sich um die bestmögliche finanzielle Unterstützung ihrer Familie, wobei es unklar ist, ob die Beträge überhaupt ankamen, denn die Familie befand sich in „größter Not“, wie dem Brief eines jüdischen Finanzprüfer zu entnehmen ist, den Freunde und Bekannte aus Hamburg eingeschaltet hatten. Dieser sah sich das Inventar der alten Wohnung an und verkaufte sämtliche Möbel, um der Familie eine Wäschekiste zukommen zu lassen. Auch Isaak Fertig hatte das Ziel, für sich und seine Familie eine Ausreisegenehmigung in die USA zu erhalten, jedoch kam Familie Fertig im Holocaust um. Genaueres zum Tod ist unklar. |
| Norderstraße 145 ·                                 | Max Fertig             | Hier wohnte Max Fertig Jg. 1924 Deportiert Richtung Osten Ermordet | 23. Aug. 2004 | | In der Norderstraße 145 wohnten Isaak Julius Fertig (Jg. 1886), seine Frau Sara (Jg. 1893) und die beiden Söhne Max (Jg. 1924) und Leo (Jg. 1931). Fertig besaß ein Leder- und Schuhwarengeschäft, welches jedoch am 1. April 1933 auf die Boykottliste gesetzt wurde. Um der vermehrten Diskriminierung aus dem Weg zu gehen, zog die Familie 1937 nach Hamburg. Fertig lebte zwar seit 1912 in Deutschland, besaß aber die polnische Staatsbürgerschaft und war deswegen unmittelbar von den Drohungen der polnischen Regierung betroffen. Diese wollte den polnischen Juden, die sich seit längerer Zeit im Ausland befanden, die Staatsangehörigkeit aberkennen. Am 26. Oktober 1938 beauftragte man also die Gestapo mit einer Abschiebung aller Betroffenen nach Polen. 17.000 Menschen, darunter auch Isaak Fertig und seine Familie, wurden festgenommen und in Grenznähe gebracht. Die letzten sieben Kilometer mussten die Ausgewiesenen aus Hamburg bis zur Grenzstation gehen. Dort wohnten sie in einfachen Baracken und waren meist mittellos. Rosa Fertig, die es rechtzeitig geschafft hatte, in die USA auszuwandern, bemühte sich um die bestmögliche finanzielle Unterstützung ihrer Familie, wobei es unklar ist, ob die Beträge überhaupt ankamen, denn die Familie befand sich in „größter Not“, wie dem Brief eines jüdischen Finanzprüfer zu entnehmen ist, den Freunde und Bekannte aus Hamburg eingeschaltet hatten. Dieser sah sich das Inventar der alten Wohnung an und verkaufte sämtliche Möbel, um der Familie eine Wäschekiste zukommen zu lassen. Auch Isaak Fertig hatte das Ziel, für sich und seine Familie eine Ausreisegenehmigung in die USA zu erhalten, jedoch kam Familie Fertig im Holocaust um. Genaueres zum Tod ist unklar. |
| Norderstraße 145 ·                                 | Leo Fertig             | Hier wohnte Leo Fertig Jg. 1931 Deportiert Richtung Osten Ermordet | 23. Aug. 2004 | | In der Norderstraße 145 wohnten Isaak Julius Fertig (Jg. 1886), seine Frau Sara (Jg. 1893) und die beiden Söhne Max (Jg. 1924) und Leo (Jg. 1931). Fertig besaß ein Leder- und Schuhwarengeschäft, welches jedoch am 1. April 1933 auf die Boykottliste gesetzt wurde. Um der vermehrten Diskriminierung aus dem Weg zu gehen, zog die Familie 1937 nach Hamburg. Fertig lebte zwar seit 1912 in Deutschland, besaß aber die polnische Staatsbürgerschaft und war deswegen unmittelbar von den Drohungen der polnischen Regierung betroffen. Diese wollte den polnischen Juden, die sich seit längerer Zeit im Ausland befanden, die Staatsangehörigkeit aberkennen. Am 26. Oktober 1938 beauftragte man also die Gestapo mit einer Abschiebung aller Betroffenen nach Polen. 17.000 Menschen, darunter auch Isaak Fertig und seine Familie, wurden festgenommen und in Grenznähe gebracht. Die letzten sieben Kilometer mussten die Ausgewiesenen aus Hamburg bis zur Grenzstation gehen. Dort wohnten sie in einfachen Baracken und waren meist mittellos. Rosa Fertig, die es rechtzeitig geschafft hatte, in die USA auszuwandern, bemühte sich um die bestmögliche finanzielle Unterstützung ihrer Familie, wobei es unklar ist, ob die Beträge überhaupt ankamen, denn die Familie befand sich in „größter Not“, wie dem Brief eines jüdischen Finanzprüfer zu entnehmen ist, den Freunde und Bekannte aus Hamburg eingeschaltet hatten. Dieser sah sich das Inventar der alten Wohnung an und verkaufte sämtliche Möbel, um der Familie eine Wäschekiste zukommen zu lassen. Auch Isaak Fertig hatte das Ziel, für sich und seine Familie eine Ausreisegenehmigung in die USA zu erhalten, jedoch kam Familie Fertig im Holocaust um. Genaueres zum Tod ist unklar. |
| Rathausstraße 2 ·                                  | Johanne Marie Ebsen    | Hier wohnte Johanne Marie Ebsen geb. Albertz Jg. 1881 Eingewiesen 1929 Psychiatrie Schleswig 'Verlegt’ 14.9.1944 Meseritz/Obrawalde Ermordet 30.9.1944 | 6. März 2014  | | Die Flensburgerin Johanne Marie Ebsen wurde im Jahr 1881 geboren. Sie war Mutter von drei Kindern. Sie wohnte mit ihrem Ehemann in der Rathausstraße 2. Außerdem war ihr Mann im selben Gebäude als Postbeamter tätig. 1928 erlitt ihr Leben einen Umbruch. Sie wurde in die Kieler Nervenklinik eingewiesen und kurz darauf wurde bei ihr „Eifersuchtsneurose“ diagnostiziert. Mit dieser Diagnose wurde beschlossen, dass sie ihr Leben von nun an nicht mehr in Freiheit führen konnte. Fünf Jahre später im Jahr 1933 ließ sich ihr Mann von ihr scheiden und er heiratete seine 25 Jahre jüngere Sekretärin. Ein halbes Jahr nach ihrer Einweisung wurde sie nach Schleswig in die geschlossene Psychiatrie verlegt. Am 14. September 1944 wurde sie in die Pflegeanstalt Obrawalde bei Meseritz in Pommern verlegt und ihr Leben wurde durch das NS-Euthanasie-Programm beendet. Sie und viele andere wurden durch Giftspritzen getötet. Johanne Marie Ebsen starb am 30. September 1944. Ihrer Familie wurde per Telegramm mitgeteilt, sie sei angeblich an einer Herzschwäche verstorben. |
| Sankt-Jürgen-Platz 8 ·                             | August Niemann         | Hier wohnte August Niemann Jg. 1897 Verhaftet 1941 KZ Sachsenhausen Tot 2.3.1943 | 3. Aug. 2007  | | Über August Niemann ist nur wenig bekannt. Er wurde 1897 in Flensburg geboren, lebte zunächst in der Burgstraße und zog 1915 mit seiner Mutter, die verwitwet war, in die Bremer Straße 8, heute Sankt-Jürgen-Platz. Diese Adresse blieb seine Meldeadresse. Beruflich war er entweder Stadtinspektor oder Stadtsekretär und wurde in Kiel ausgebildet. Im Oktober 1941 kam er in das KZ Sachsenhausen, weil er homosexuell war. Er verstarb dort am 2. März 1943 angeblich an einer Lungenentzündung. |
| Südergraben 36 ·                                   | Lilli Mayer            | Hier wohnte Lilli Mayer geb. Moses Jg. 1888 Ermordet in Riga | 23. Aug. 2004 | | Lilli Mayer war das dritte von elf Kindern des Kaufmanns Levin-Moses und seiner Ehefrau Anna, geborene Lehmann, beide jüdischen Glaubens. Sie wurde am 11. Februar 1888 geboren. Lilli besuchte zunächst die spätere Auguste-Viktoria-Schule und anschließend die Privatschule von Marie Zukertort in Flensburg. Nachdem ihr Vater Leopold Levin-Moses in Flensburg starb, übersiedelte seine Familie nach Hamburg. Später heiratete Lilli ihren Julius Mayer, der am 27. Juni 1880 geboren wurde und ebenfalls aus einer jüdischen Familie stammte, und gebar am 31. August 1912 ihren einzigen Sohn Fred Lothar. Die Familie ließ sich nach mehreren Umzügen die nächsten 25 Jahre in Eilbek nieder. Lilli Mayers Ehemann starb am 26. November 1918 an Lungentuberkulose als Folge des Ersten Weltkriegs. Später heiratete sie ihren zweiten Ehemann, den Handelsvertreter Wilhelm Schuhmacher, geboren 1882. Diese Ehe wurde geschieden. Nach der Machtübernahme durch die Nationalsozialisten fühlte ihr Sohn Fred Mayer sich nicht mehr sicher und flüchtete zu den Verwandten in die Niederlande. Später ging er nach Südafrika. Als im Herbst 1941 die Deportationen begannen, wurde Lilli benachrichtigt, sich zur „Evakuierung“ am 4. Dezember 1941 im Logenhaus an der Moorweidenstraße in Hamburg einzufinden. Der Transport verzögerte sich um zwei Tage und führte schließlich am 6. Dezember 1941 nach Riga, wo er auf dem Jungfernhof, einem Konzentrationslager, endete. Da Lilli Mayer krank und schwach war, waren ihre Überlebenschancen gering. Von ihr fehlt jede weitere Spur. Lola Hartkäse, welche eins der neun Kinder der Familie Levin-Moses war, wurde am 10. Mai 1896 in Flensburg geboren. Bereits mit 13 Jahren (1909) zieht sie Gemeinsam mit ihrer bereits verwitweten Mutter und zwei ihrer Geschwister nach Hamburg. Dort arbeitet sie später als Kontoristin im Israelitischen Mädchen-Waisenhaus des Paulinenstifts. Am 27. März heiratet sie den arischen Brothändler und späteren Bäckermeister Bruno Hartkäse. Doch durch die immer schärfer werdende antijüdische Linie der Regierung klagte ihr Ehemann nach einigen Jahren Ehe auf dessen Aufhebung. Zu diesem Zeitpunkt war Lola bereits nach Den Haag ausgewandert, doch nachdem sie am 29. März 1943 vom Gestapo-Kommissar Ferdinand Amberger vorgeladen wurde, um die Scheidung einzureichen und somit eine mildere Strafe zu bekommen, wurde die Ehe am 25.05.1943 aufgehoben. Kurz darauf am 9. Juli 1943 wurde sie, Gemeinsam mit 80 Hamburgern, mit dem Transport VI/7 nach Theresienstadt deportiert. Ein Jahr später am 15. Mai 1944 kam sie nach Auschwitz und starb dort. Vally Irene Crefeld, geborene Levin-Moses, wurde am 6. März 1889 in Flensburg geboren. Mit 31 Jahren zog sie von Hamburg nach Den Haag und heiratet noch im selben Jahr Leon van Creveld, welcher aus einer jüdischen Kaufmannsfamilie stammt. Auch sie gehörte wie viele Andere zu denen, die mit einer der Transporte aus den Niederlanden nach Auschwitz gebracht wurden. Dort starb sie am 14. Januar 1943. Edgar Levin wurde am 20. Januar 1895 in Flensburg geboren, er war als freiberuflicher Auktionator in Hamburg beschäftigt. Auf seiner Kultursteuerkarte steht, dass er ab 1923 nicht mehr erwerbstätig war. Edgar Levin war kurzzeitig mit einer Nichtjüdin verheiratet. So geriet er ab 1938 in die Aufmerksamkeit der NS-Justiz und machte sich angeblich der „Rassenschande“ schuldig. Am 22. November 1938 wurde er in Untersuchungshaft eingewiesen. Nach fünf Monaten Untersuchungshaft kam er ins Gefängnis Hamburg-Harburg, danach in die Strafanstalt Glasmoor. Am 30. Juli 1939 wurde Edgar Levin in das KZ Sachsenhausen eingewiesen. Nach Zwangsarbeit, Misshandlung und Mangelernährung verstarb er am 24. November 1939. |
| Südergraben 36 ·                                   | Lola Hartkäse          | Hier wohnte Lola Hartkäse geb. Moses Jg. 1896 Ermordet in Auschwitz | 23. Aug. 2004 | | Lilli Mayer war das dritte von elf Kindern des Kaufmanns Levin-Moses und seiner Ehefrau Anna, geborene Lehmann, beide jüdischen Glaubens. Sie wurde am 11. Februar 1888 geboren. Lilli besuchte zunächst die spätere Auguste-Viktoria-Schule und anschließend die Privatschule von Marie Zukertort in Flensburg. Nachdem ihr Vater Leopold Levin-Moses in Flensburg starb, übersiedelte seine Familie nach Hamburg. Später heiratete Lilli ihren Julius Mayer, der am 27. Juni 1880 geboren wurde und ebenfalls aus einer jüdischen Familie stammte, und gebar am 31. August 1912 ihren einzigen Sohn Fred Lothar. Die Familie ließ sich nach mehreren Umzügen die nächsten 25 Jahre in Eilbek nieder. Lilli Mayers Ehemann starb am 26. November 1918 an Lungentuberkulose als Folge des Ersten Weltkriegs. Später heiratete sie ihren zweiten Ehemann, den Handelsvertreter Wilhelm Schuhmacher, geboren 1882. Diese Ehe wurde geschieden. Nach der Machtübernahme durch die Nationalsozialisten fühlte ihr Sohn Fred Mayer sich nicht mehr sicher und flüchtete zu den Verwandten in die Niederlande. Später ging er nach Südafrika. Als im Herbst 1941 die Deportationen begannen, wurde Lilli benachrichtigt, sich zur „Evakuierung“ am 4. Dezember 1941 im Logenhaus an der Moorweidenstraße in Hamburg einzufinden. Der Transport verzögerte sich um zwei Tage und führte schließlich am 6. Dezember 1941 nach Riga, wo er auf dem Jungfernhof, einem Konzentrationslager, endete. Da Lilli Mayer krank und schwach war, waren ihre Überlebenschancen gering. Von ihr fehlt jede weitere Spur. Lola Hartkäse, welche eins der neun Kinder der Familie Levin-Moses war, wurde am 10. Mai 1896 in Flensburg geboren. Bereits mit 13 Jahren (1909) zieht sie Gemeinsam mit ihrer bereits verwitweten Mutter und zwei ihrer Geschwister nach Hamburg. Dort arbeitet sie später als Kontoristin im Israelitischen Mädchen-Waisenhaus des Paulinenstifts. Am 27. März heiratet sie den arischen Brothändler und späteren Bäckermeister Bruno Hartkäse. Doch durch die immer schärfer werdende antijüdische Linie der Regierung klagte ihr Ehemann nach einigen Jahren Ehe auf dessen Aufhebung. Zu diesem Zeitpunkt war Lola bereits nach Den Haag ausgewandert, doch nachdem sie am 29. März 1943 vom Gestapo-Kommissar Ferdinand Amberger vorgeladen wurde, um die Scheidung einzureichen und somit eine mildere Strafe zu bekommen, wurde die Ehe am 25.05.1943 aufgehoben. Kurz darauf am 9. Juli 1943 wurde sie, Gemeinsam mit 80 Hamburgern, mit dem Transport VI/7 nach Theresienstadt deportiert. Ein Jahr später am 15. Mai 1944 kam sie nach Auschwitz und starb dort. Vally Irene Crefeld, geborene Levin-Moses, wurde am 6. März 1889 in Flensburg geboren. Mit 31 Jahren zog sie von Hamburg nach Den Haag und heiratet noch im selben Jahr Leon van Creveld, welcher aus einer jüdischen Kaufmannsfamilie stammt. Auch sie gehörte wie viele Andere zu denen, die mit einer der Transporte aus den Niederlanden nach Auschwitz gebracht wurden. Dort starb sie am 14. Januar 1943. Edgar Levin wurde am 20. Januar 1895 in Flensburg geboren, er war als freiberuflicher Auktionator in Hamburg beschäftigt. Auf seiner Kultursteuerkarte steht, dass er ab 1923 nicht mehr erwerbstätig war. Edgar Levin war kurzzeitig mit einer Nichtjüdin verheiratet. So geriet er ab 1938 in die Aufmerksamkeit der NS-Justiz und machte sich angeblich der „Rassenschande“ schuldig. Am 22. November 1938 wurde er in Untersuchungshaft eingewiesen. Nach fünf Monaten Untersuchungshaft kam er ins Gefängnis Hamburg-Harburg, danach in die Strafanstalt Glasmoor. Am 30. Juli 1939 wurde Edgar Levin in das KZ Sachsenhausen eingewiesen. Nach Zwangsarbeit, Misshandlung und Mangelernährung verstarb er am 24. November 1939. |
| Südergraben 36 ·                                   | Vally Irene Crefeld    | Hier wohnte Vally Irene Crefeld geb. Moses Jg. 1889 Ermordet in Auschwitz | 23. Aug. 2004 | | Lilli Mayer war das dritte von elf Kindern des Kaufmanns Levin-Moses und seiner Ehefrau Anna, geborene Lehmann, beide jüdischen Glaubens. Sie wurde am 11. Februar 1888 geboren. Lilli besuchte zunächst die spätere Auguste-Viktoria-Schule und anschließend die Privatschule von Marie Zukertort in Flensburg. Nachdem ihr Vater Leopold Levin-Moses in Flensburg starb, übersiedelte seine Familie nach Hamburg. Später heiratete Lilli ihren Julius Mayer, der am 27. Juni 1880 geboren wurde und ebenfalls aus einer jüdischen Familie stammte, und gebar am 31. August 1912 ihren einzigen Sohn Fred Lothar. Die Familie ließ sich nach mehreren Umzügen die nächsten 25 Jahre in Eilbek nieder. Lilli Mayers Ehemann starb am 26. November 1918 an Lungentuberkulose als Folge des Ersten Weltkriegs. Später heiratete sie ihren zweiten Ehemann, den Handelsvertreter Wilhelm Schuhmacher, geboren 1882. Diese Ehe wurde geschieden. Nach der Machtübernahme durch die Nationalsozialisten fühlte ihr Sohn Fred Mayer sich nicht mehr sicher und flüchtete zu den Verwandten in die Niederlande. Später ging er nach Südafrika. Als im Herbst 1941 die Deportationen begannen, wurde Lilli benachrichtigt, sich zur „Evakuierung“ am 4. Dezember 1941 im Logenhaus an der Moorweidenstraße in Hamburg einzufinden. Der Transport verzögerte sich um zwei Tage und führte schließlich am 6. Dezember 1941 nach Riga, wo er auf dem Jungfernhof, einem Konzentrationslager, endete. Da Lilli Mayer krank und schwach war, waren ihre Überlebenschancen gering. Von ihr fehlt jede weitere Spur. Lola Hartkäse, welche eins der neun Kinder der Familie Levin-Moses war, wurde am 10. Mai 1896 in Flensburg geboren. Bereits mit 13 Jahren (1909) zieht sie Gemeinsam mit ihrer bereits verwitweten Mutter und zwei ihrer Geschwister nach Hamburg. Dort arbeitet sie später als Kontoristin im Israelitischen Mädchen-Waisenhaus des Paulinenstifts. Am 27. März heiratet sie den arischen Brothändler und späteren Bäckermeister Bruno Hartkäse. Doch durch die immer schärfer werdende antijüdische Linie der Regierung klagte ihr Ehemann nach einigen Jahren Ehe auf dessen Aufhebung. Zu diesem Zeitpunkt war Lola bereits nach Den Haag ausgewandert, doch nachdem sie am 29. März 1943 vom Gestapo-Kommissar Ferdinand Amberger vorgeladen wurde, um die Scheidung einzureichen und somit eine mildere Strafe zu bekommen, wurde die Ehe am 25.05.1943 aufgehoben. Kurz darauf am 9. Juli 1943 wurde sie, Gemeinsam mit 80 Hamburgern, mit dem Transport VI/7 nach Theresienstadt deportiert. Ein Jahr später am 15. Mai 1944 kam sie nach Auschwitz und starb dort. Vally Irene Crefeld, geborene Levin-Moses, wurde am 6. März 1889 in Flensburg geboren. Mit 31 Jahren zog sie von Hamburg nach Den Haag und heiratet noch im selben Jahr Leon van Creveld, welcher aus einer jüdischen Kaufmannsfamilie stammt. Auch sie gehörte wie viele Andere zu denen, die mit einer der Transporte aus den Niederlanden nach Auschwitz gebracht wurden. Dort starb sie am 14. Januar 1943. Edgar Levin wurde am 20. Januar 1895 in Flensburg geboren, er war als freiberuflicher Auktionator in Hamburg beschäftigt. Auf seiner Kultursteuerkarte steht, dass er ab 1923 nicht mehr erwerbstätig war. Edgar Levin war kurzzeitig mit einer Nichtjüdin verheiratet. So geriet er ab 1938 in die Aufmerksamkeit der NS-Justiz und machte sich angeblich der „Rassenschande“ schuldig. Am 22. November 1938 wurde er in Untersuchungshaft eingewiesen. Nach fünf Monaten Untersuchungshaft kam er ins Gefängnis Hamburg-Harburg, danach in die Strafanstalt Glasmoor. Am 30. Juli 1939 wurde Edgar Levin in das KZ Sachsenhausen eingewiesen. Nach Zwangsarbeit, Misshandlung und Mangelernährung verstarb er am 24. November 1939. |
| Südergraben 36 ·                                   | Edgar Levin            | Hier wohnte Edgar Levin Jg. 1895 Ermordet 1939 in Sachsenhausen | 23. Aug. 2004 | | Lilli Mayer war das dritte von elf Kindern des Kaufmanns Levin-Moses und seiner Ehefrau Anna, geborene Lehmann, beide jüdischen Glaubens. Sie wurde am 11. Februar 1888 geboren. Lilli besuchte zunächst die spätere Auguste-Viktoria-Schule und anschließend die Privatschule von Marie Zukertort in Flensburg. Nachdem ihr Vater Leopold Levin-Moses in Flensburg starb, übersiedelte seine Familie nach Hamburg. Später heiratete Lilli ihren Julius Mayer, der am 27. Juni 1880 geboren wurde und ebenfalls aus einer jüdischen Familie stammte, und gebar am 31. August 1912 ihren einzigen Sohn Fred Lothar. Die Familie ließ sich nach mehreren Umzügen die nächsten 25 Jahre in Eilbek nieder. Lilli Mayers Ehemann starb am 26. November 1918 an Lungentuberkulose als Folge des Ersten Weltkriegs. Später heiratete sie ihren zweiten Ehemann, den Handelsvertreter Wilhelm Schuhmacher, geboren 1882. Diese Ehe wurde geschieden. Nach der Machtübernahme durch die Nationalsozialisten fühlte ihr Sohn Fred Mayer sich nicht mehr sicher und flüchtete zu den Verwandten in die Niederlande. Später ging er nach Südafrika. Als im Herbst 1941 die Deportationen begannen, wurde Lilli benachrichtigt, sich zur „Evakuierung“ am 4. Dezember 1941 im Logenhaus an der Moorweidenstraße in Hamburg einzufinden. Der Transport verzögerte sich um zwei Tage und führte schließlich am 6. Dezember 1941 nach Riga, wo er auf dem Jungfernhof, einem Konzentrationslager, endete. Da Lilli Mayer krank und schwach war, waren ihre Überlebenschancen gering. Von ihr fehlt jede weitere Spur. Lola Hartkäse, welche eins der neun Kinder der Familie Levin-Moses war, wurde am 10. Mai 1896 in Flensburg geboren. Bereits mit 13 Jahren (1909) zieht sie Gemeinsam mit ihrer bereits verwitweten Mutter und zwei ihrer Geschwister nach Hamburg. Dort arbeitet sie später als Kontoristin im Israelitischen Mädchen-Waisenhaus des Paulinenstifts. Am 27. März heiratet sie den arischen Brothändler und späteren Bäckermeister Bruno Hartkäse. Doch durch die immer schärfer werdende antijüdische Linie der Regierung klagte ihr Ehemann nach einigen Jahren Ehe auf dessen Aufhebung. Zu diesem Zeitpunkt war Lola bereits nach Den Haag ausgewandert, doch nachdem sie am 29. März 1943 vom Gestapo-Kommissar Ferdinand Amberger vorgeladen wurde, um die Scheidung einzureichen und somit eine mildere Strafe zu bekommen, wurde die Ehe am 25.05.1943 aufgehoben. Kurz darauf am 9. Juli 1943 wurde sie, Gemeinsam mit 80 Hamburgern, mit dem Transport VI/7 nach Theresienstadt deportiert. Ein Jahr später am 15. Mai 1944 kam sie nach Auschwitz und starb dort. Vally Irene Crefeld, geborene Levin-Moses, wurde am 6. März 1889 in Flensburg geboren. Mit 31 Jahren zog sie von Hamburg nach Den Haag und heiratet noch im selben Jahr Leon van Creveld, welcher aus einer jüdischen Kaufmannsfamilie stammt. Auch sie gehörte wie viele Andere zu denen, die mit einer der Transporte aus den Niederlanden nach Auschwitz gebracht wurden. Dort starb sie am 14. Januar 1943. Edgar Levin wurde am 20. Januar 1895 in Flensburg geboren, er war als freiberuflicher Auktionator in Hamburg beschäftigt. Auf seiner Kultursteuerkarte steht, dass er ab 1923 nicht mehr erwerbstätig war. Edgar Levin war kurzzeitig mit einer Nichtjüdin verheiratet. So geriet er ab 1938 in die Aufmerksamkeit der NS-Justiz und machte sich angeblich der „Rassenschande“ schuldig. Am 22. November 1938 wurde er in Untersuchungshaft eingewiesen. Nach fünf Monaten Untersuchungshaft kam er ins Gefängnis Hamburg-Harburg, danach in die Strafanstalt Glasmoor. Am 30. Juli 1939 wurde Edgar Levin in das KZ Sachsenhausen eingewiesen. Nach Zwangsarbeit, Misshandlung und Mangelernährung verstarb er am 24. November 1939. |
| Süderstraße 23, Harrislee ·                        | Ferdinand Janns        | Hier wohnte Ferdinand Janns Jg. 1902 Im Widerstand/KPD Verhaftet 1934 ‘Vorbereitung Hochverrat‘ Gefängnis Neumünster 1943 Strafbataillon 999 Schicksal unbekannt | 26. Jan. 2023 | | Ferdinand Janns wurde am 2. März 1902 in Flensburg geboren, wohnte seit 1931 in Harrisleefeld, Süderstraße 23, und war von Beruf Kranführer. Er gehörte bis 1933 der KPD bis zu deren Verbot an und war auch noch danach illegal für sie tätig, indem Druckschriften aus Dänemark schmuggelte. Daher wurde er am 7. April 1934 zusammen mit anderen Widerständlern in Untersuchungshaft genommen und kam in das Gerichtsgefängnis in Flensburg. Am 19. Mai 1934 wurde er wegen „hochverräterischem Unternehmen“ angeklagt und wurde vom Kammergericht in Berlin im August 1934 zu 18 Monaten Gefängnis verurteilt, die er im Zuchthaus Neumünster verbüßte. 1943 wurde er zum berüchtigten Strafbataillon 999 zur „Bewährung“ eingezogen, was nahezu einem Todesurteil gleichkam. In diesem Strafbataillon wurden die Soldaten meist unbewaffnet zu Arbeiten, wie z. B. Gräben ausheben, an die vordersten Linien der Front geschickt. Ferdinand Janns wurde zuletzt im heutigen Kroatien vermutlich in der Nähe von Zagreb eingesetzt. Er galt seit dem 26. Februar 1945 als vermisst und wurde im Dezember 1945 für tot erklärt. Er hinterließ seine Frau Katharine und zwei Kinder. |
| Alter Kupfermühlenweg 112                          | Carl Hoeg              | Hier wohnte Carl Hoeg Jg. 1901 Im Widerstand/KPD Verhaftet 1934 Vorbereitung Hochverrat Aschendorfermoor 1943 Strafbataillon 999 Tot 31.12.1944 Jugoslawien | 8. Mai 2024   | | Carl Hoeg wurde 1901 in Tondern geboren und hatte in Flensburg eine Familie gegründet. Er engagierte sich als Handwerker in der KPD. Hoeg nahm nach dem Verbot der Partei an illegalen Aktionen teil. So auch am 1. April 1934, als die Besatzung eines dänischen Bootes antifaschistische Druckschriften in Säcken auf die Wasserslebener Brücke warf. Beim Versuch, sie einzusammeln, wurde Hoeg verhaftet. Das Kammergericht Berlin machte ihm den Prozess. Hoeg wurde zu einer Zuchthausstrafe von fünf Jahren verurteilt und in das Emslandlager Aschendorfermoor eingewiesen. Anschließend wurde er zum Strafbataillon 999 eingezogen und auf dem Balkan eingesetzt, wo er starb. |
| Neustadt 12                                        | Friedrich Belusa       | Hier wohnte Friedrich Belusa Jg. 1894 Im Widerstand/KPD Verhaftet 1933 'Vorbereitung Hochverrat' Gefängnis Flensburg 1936 KZ Esterwegen KZ Sachsenhausen Ermordet 24.2.1937 | 8. Mai 2024   | | Der Arbeiter Friedrich Belusa wurde im ostpreußischen Wittenberg 1894 geboren und lebte im Haus Neustadt 12. Er engagierte sich bei der kommunistischen Bewegung in Flensburg. 1933 wurde ihm vorgeworfen, Zersetzungsversuche in der Reichswehr und der Polizei unternommen zu haben. Nach einer Untersuchungshaft wurde er 1935 vom in Flensburg tagenden Berliner Kammergericht wegen „Vorbereitung eines hochverräterischen Unternehmens“ zu einer Zuchthausstrafe von zwei Jahren und neun Monaten in Esterwegen verurteilt. Danach wurde er in das KZ Sachsenhausen verschleppt, wo er 1937 ermordet wurde. |
| Norderstraße 106                                   | Christian Merke        | Hier wohnte Christian Merke Jg. 1891 Im Widerstand/KPD Verhaftet 1936 'Vorbereitung Hochverrat' Gefängnis Neumünster 1937 KZ Sachsenhausen Ermordet 31.12.1939 | 8. Mai 2024   | | Der Arbeiter Christian Merke wurde 1891 in Alt-Grunde in Westpreußen geboren und wohnte in der Norderstraße 106. 1936 wurde er verhaftet, weil er Nachrichten von Radio Moskau, dem staatlichen Auslandsrundfunkdienst der Sowjetunion, gehört und die Informationen weitergegeben hatte. Das Kammergericht Berlin verurteilte ihn zu einem Jahr und sechs Monaten Gefängnis. Nach seiner Haftzeit in Neumünster wurde er in das KZ Sachsenhausen eingeliefert, wo er die Häftlingsnummer 1372 trug. 1939 wurde er dort ermordet. |